# Liste der Baudenkmäler in Sulzbach-Rosenberg

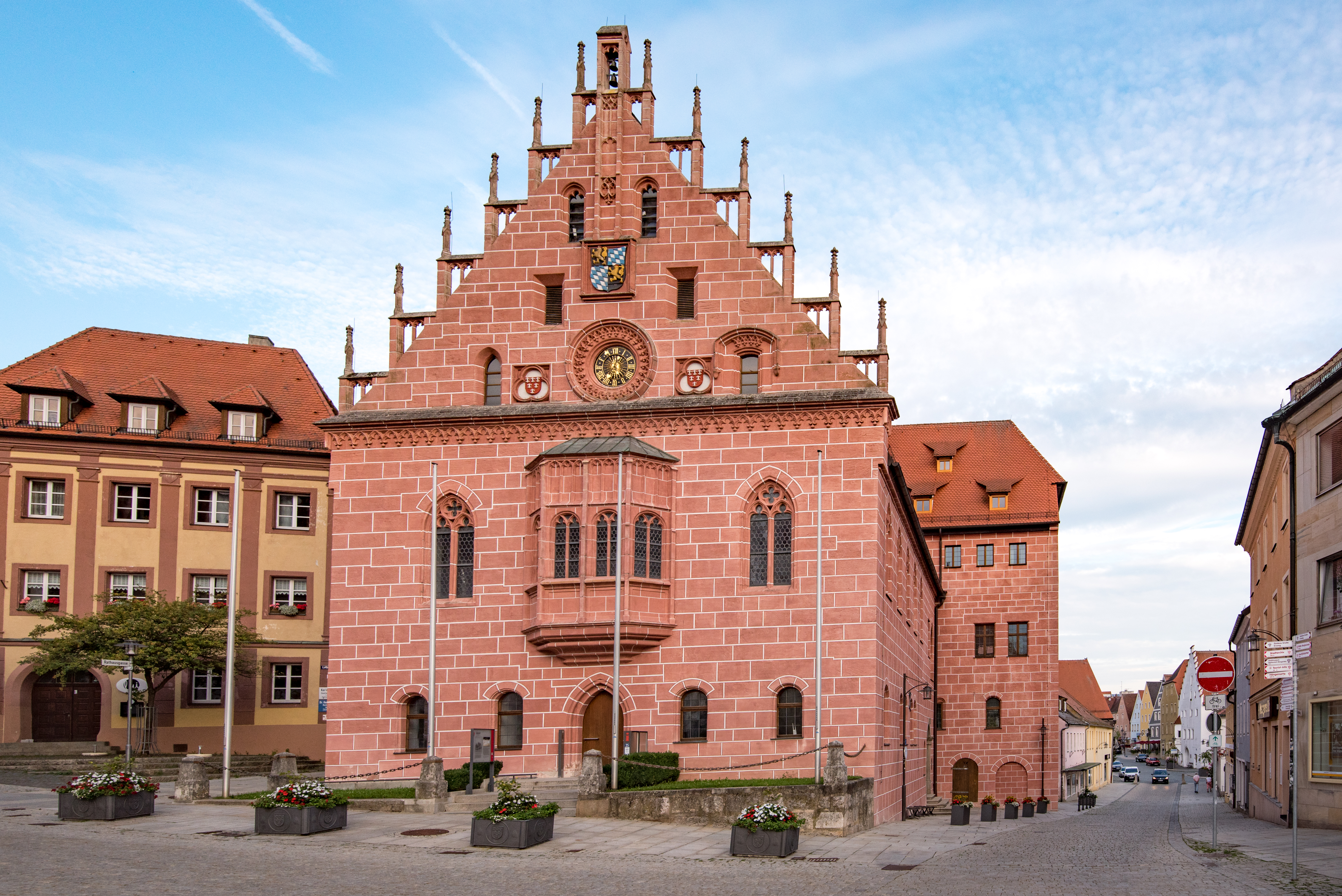
Das Rathaus

Auf dieser Seite sind die Baudenkmäler in der Oberpfälzer Stadt Sulzbach-Rosenberg zusammengestellt. Diese Tabelle ist eine Teilliste der Liste der Baudenkmäler in Bayern. Grundlage ist die Bayerische Denkmalliste, die auf Basis des Bayerischen Denkmalschutzgesetzes vom 1. Oktober 1973 erstmals erstellt wurde und seither durch das Bayerische Landesamt für Denkmalpflege geführt wird. Die folgenden Angaben ersetzen nicht die rechtsverbindliche Auskunft der Denkmalschutzbehörde.

## Ensembles

### Ensemble Altstadt Sulzbach

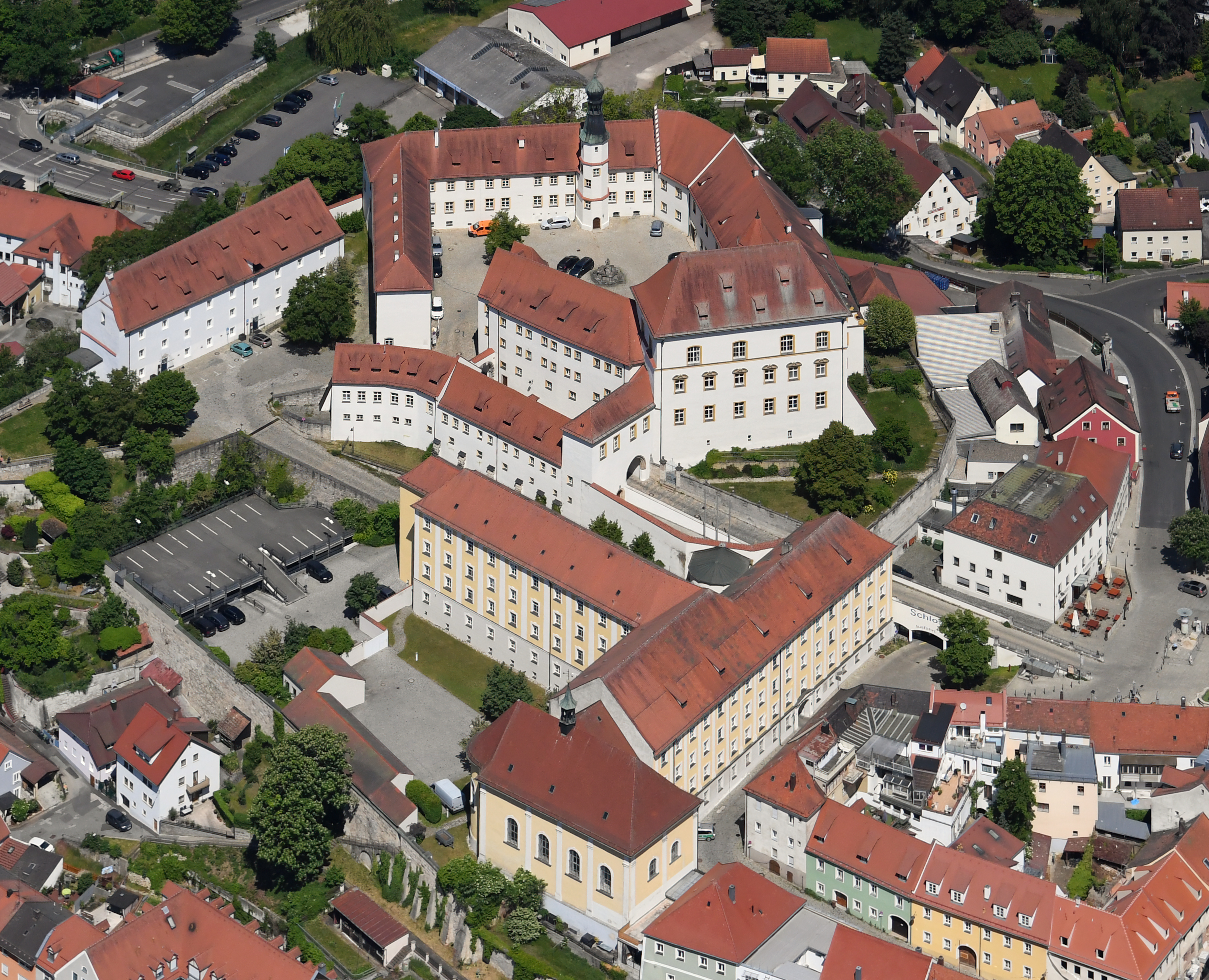
Schloss Sulzbach, ehemaliges Salesianerinnenkloster und Klosterkirche St. Hedwig (von hinten nach vorne)

Die Altstadt von Sulzbach, Inbegriff einer Stadt auf dem Berge, bedeckt einen nach Westen vorgeschobenen Höhenrücken, an dessen Ende über Jurafelsen die eindrucksvolle Burg steht, einst Stammsitz der mächtigen Grafen von Sulzbach, wohl um die Mitte des 11. Jahrhunderts durch Graf Gebhard erbaut, auf dem Erbwege dann 1188 an die Grafen von Hirschberg übergegangen.
Sulzbach zählte früher zu den bedeutendsten Städten auf dem Nordgau und gehörte seit 1305 mit wenigen Unterbrechungen verschiedenen wittelsbachischen Teilherzogtümern an, in erster Linie als wichtiger Verwaltungsmittelpunkt und für längere Zeit auch Residenzstadt des gleichnamigen kleinen Herzogtums. Von erheblicher Bedeutung war außerdem der Bergbau, der sich der besonderen Förderung Kaiser Karls IV. erfreute.

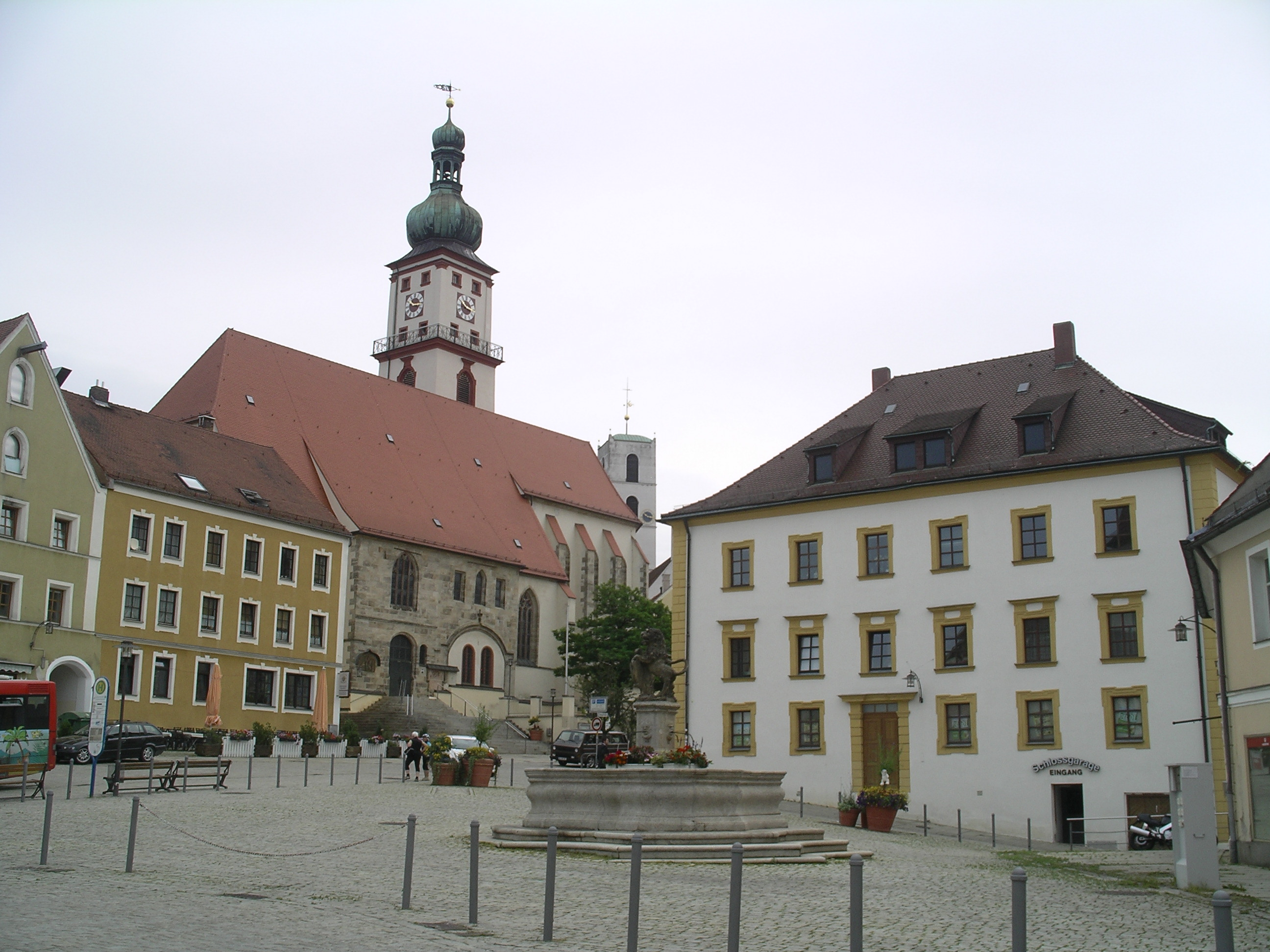
Luitpoldplatz mit Stadtpfarrkirche

Der älteste Siedlungskern von Sulzbach zeichnet sich noch heute klar im Grundriss der Stadt ab. Er umfasste die Burganlage und die Marktsiedlung, die sich um die Pfarrkirche Mariä Himmelfahrt ausbreitete; sie wurde von der Stadtmauer im Verlauf des heutigen Hafnergrabens und der Pfarrgasse begrenzt. Schon in der 2. Hälfte des 13. Jahrhunderts muss Sulzbach Stadtrechte besessen haben. Die Bebauung in der Neustadt, der Rosenberger Straße, im Bühl- und im Bachviertel geht dagegen auf spätere Stadterweiterungen zurück.
Das Zentrum der Altstadt ist der Luitpoldplatz mit dem hochaufragenden Bau der gotischen Stadtpfarrkirche an der Nord- und einem barocken Brunnen an der Südseite. Die Westseite wird von der Front der Burg und dem langgestreckten Bau des Salesianerinnenklosters eingenommen, die östliche Platzwand durch die Stirnseite des Rathauses gebildet, das in seinem Kern aus dem Ende des 14. Jahrhunderts stammt. Vom Luitpoldplatz führen nach Westen die Nürnberger und nach Osten die Rosenberger Straße ab, beide früher durch Tore begrenzt, die jedoch nicht mehr stehen. Auch das Neutor im Norden und das Weihertor im Süden existieren nicht mehr. Die breite Rosenberger Straße, seit alters das Geschäftszentrum der Stadt, wird von meist dreigeschossigen und giebelständigen Bürgerhäusern und Gasthöfen beherrscht. Die Bebauung geht vielfach noch in das 16. Jahrhundert zurück, wenngleich barocke Bauten darunter nicht fehlen. Durch den Abbruch des Rosenberger Tores ist eine Störung des sonst weitgehend intakten Stadtensembles eingetreten, die auch durch den ab 1978 errichteten Ersatzturm nicht verbessert wurde.
Die Bebauung der offenbar durch Brände und sonstige Veränderungsursachen kaum berührten Neustadt ist von bemerkenswertem Alter. Sie lässt die Struktur der unter Kaiser Karl IV. angelegten Stadterweiterung noch deutlich erkennen und geht in ihrer dichten Substanz meist auf die Spätgotik zurück. Da für eine abermalige Stadterweiterung auf dem Berge kein Platz war, legte man auf der Südseite eine mauerumwehrte Unterstadt an, die von den reichlich aus dem Berg entspringenden Quellen und dem vorbeifließenden Rosenbach bestimmt war, heute aber, besonders im Bereich der Oberen Bachgasse, durch Aufstockungen und mangelnde Bauplanung im historischen und städtebaulichen Sinn entwertet wird. Auch im Südosten wurde das steilabfallende und damit eine Bastion ersetzende Gelände durch Parzellierungsbebauung in unhistorischem und für den Aufblick zur Oberstadt abträglichem Sinne behandelt. Umso beeindruckender ist die nahezu ungestörte Nord- und Nordostflanke der Stadt, wo im Anschluss an die Mauerbefestigung die wohl besterhaltene Graben- und Wallanlage des Regierungsbezirkes zu erkennen ist.

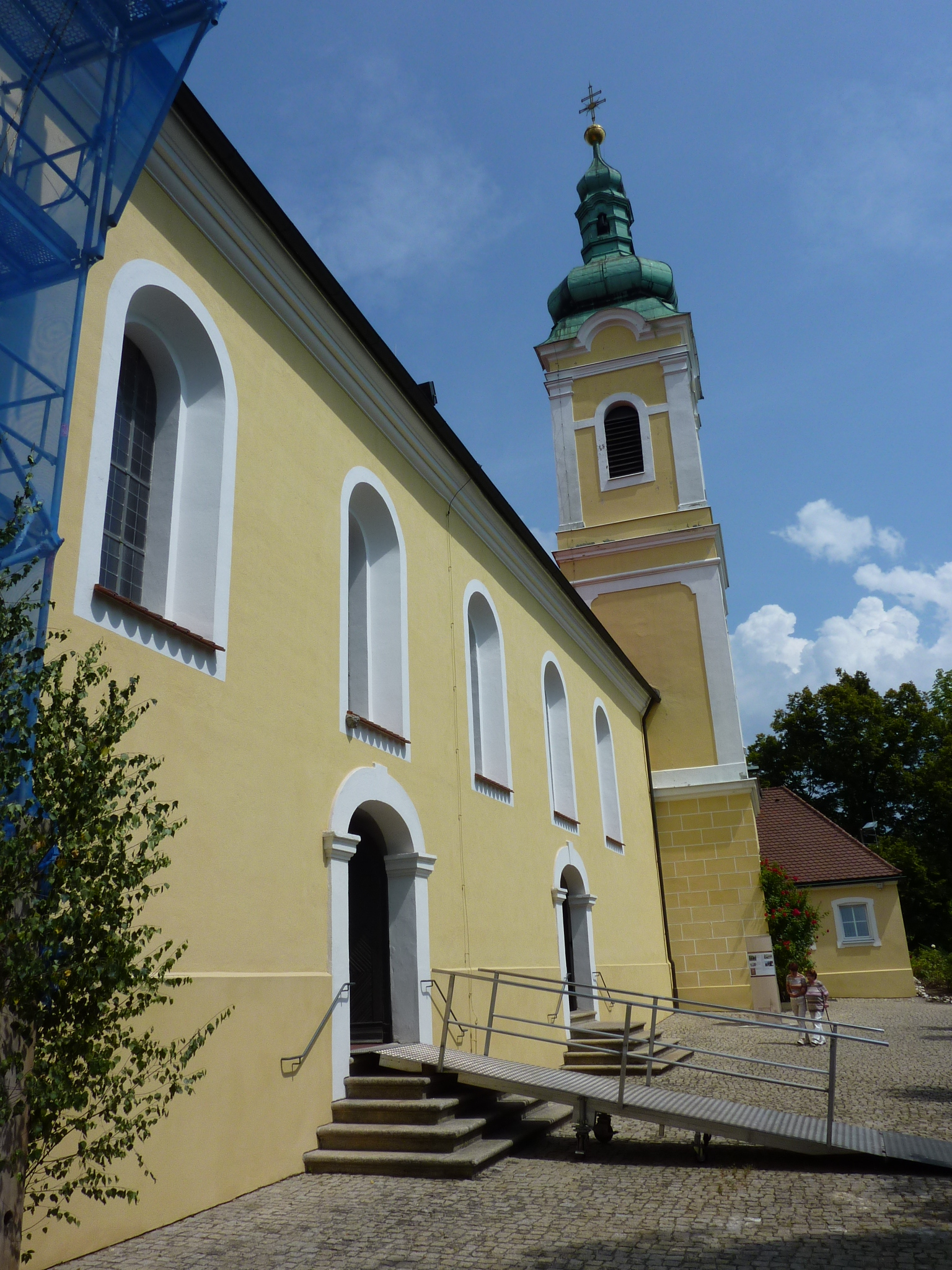
Wallfahrtskirche St. Anna

Aktennummer: E-3-71-151-1.

### Ensemble Annaberg
Auf einer der höchsten Erhebungen der Umgebung (501 m über NN) steht die Wallfahrtskirche St. Anna, der Stadt gegenüberliegend und weithin in das Umland sichtbar. Zur Kirche und Lorettokapelle, die heute von hohem Baumbestand fast überdeckt sind, führt eine alte, im Jahre 1754 angelegte Kastanienbaumallee, die Kreuzwegstationen zielen auf den Höhepunkt mit einer Kreuzigungsgruppe.
Aktennummer: E-3-71-151-2.

## Stadtbefestigung
Älteste Abschnitte der Befestigung über annähernd fünfeckigem Grundriss früh- und hochmittelalterlich, heute nur untertägig erhalten oder in die Bebauung integriert, im Zuge der Stadterweiterung Umwehrung der neuen Stadtteile, 14. Jahrhundert, Verstärkung durch Zwingermauer mit Schalentürmen über halbrundem, rechteckigem oder fünfeckigem Grundriss, um 1420/30, Errichtung von ehemaligen 16 Wehr- oder Mauertürmen, um 1500, Befestigung des Grabens, 17. Jahrhundert, im 19. Jahrhundert Abbruch sämtlicher ehemaliger Stadttore und zahlreicher Türme; erhaltene Teilstücke der Stadt- und Zwingermauer nördlich, östlich sowie westlich der Altstadt, Bruchsteinmauerwerk, teils ergänzt und in die Bebauung integriert.
Abschnitte mit Wehrgang, im Bereich der Grundstücke
- Pfarrplatz 2 und 5 (Lage),
- sowie Pfarrgasse 1 (Lage),
- zwischen Pfarrgasse 15 und Lange Gasse 7 (Lage),
- zwischen Lange Gasse 7 und 9 (Lage),
- sowie zwischen Lange Gasse 11 und 13 (Lage),
- im Bereich Lange Gasse 15 und 17 (Lage),
- zwischen Lange Gasse 19 und 25 (Lage),
- in den Bereichen Lange Gasse 29 und 31 (Lage),
- zwischen Lange Gasse 45 und Rosenberger Straße 27 (Lage),
- im Bereich Spitalgasse 5 und 7 (Lage),
- im Bereich und südlich von Bühlgasse 34 (Lage),
- südlich von Bühlgasse 36 (Lage),
- nördlich von Obere Bachgasse 36 (Lage),
- sowie sich von Nordwesten nach Norden um das Schloss erstreckend (Lage),

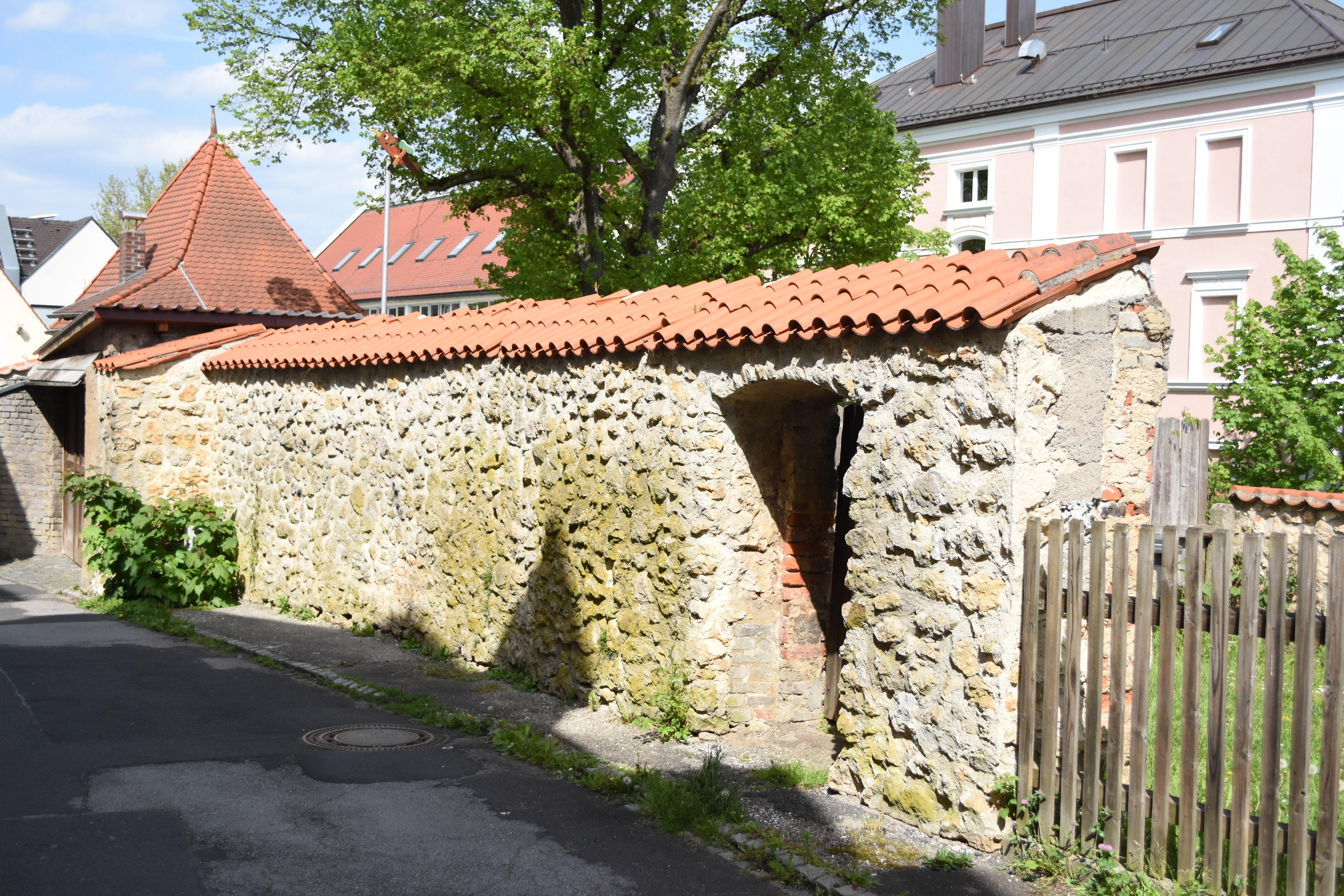
Stadtmauer Bühlgasse 32, 34
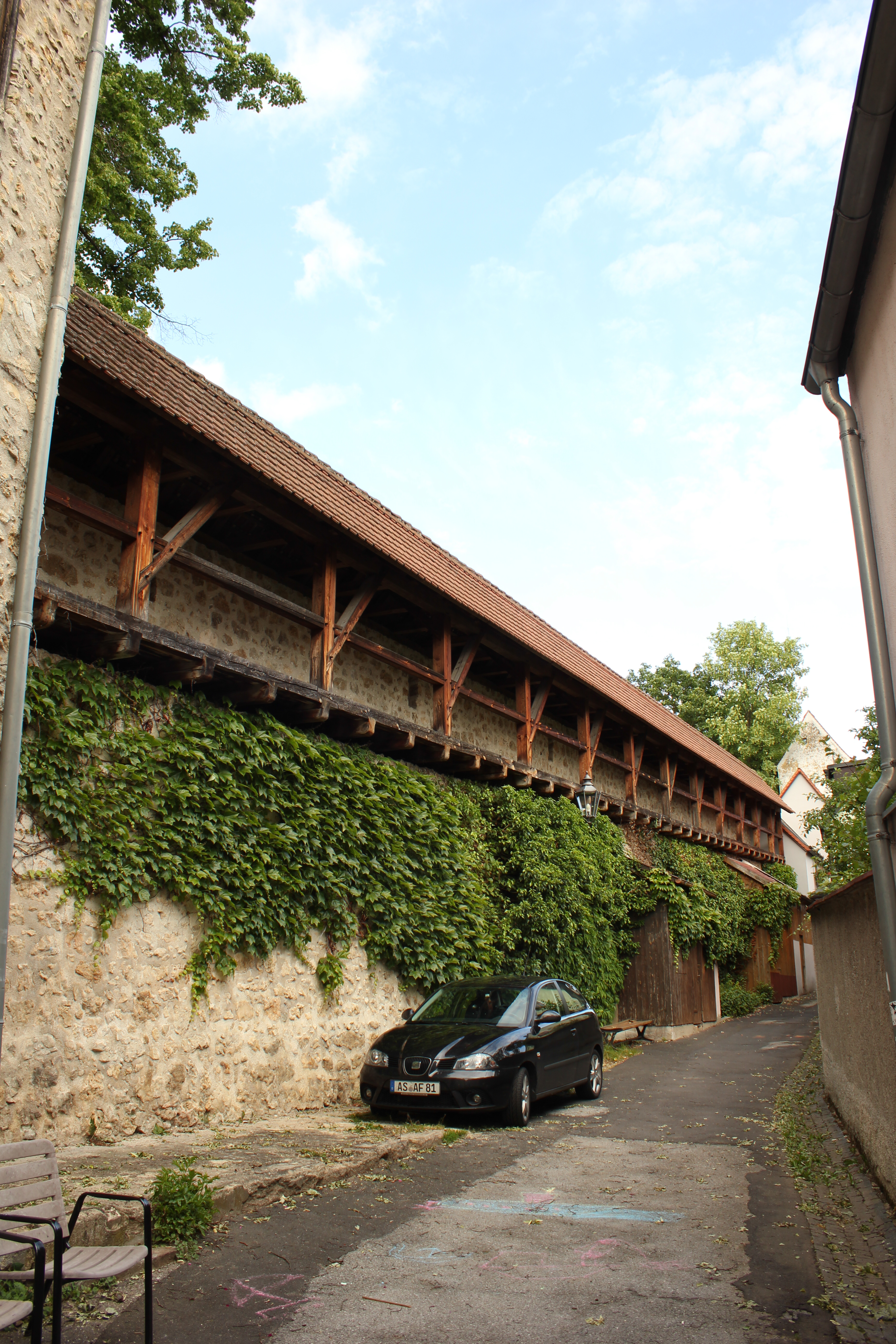
Lange Gasse 7–9
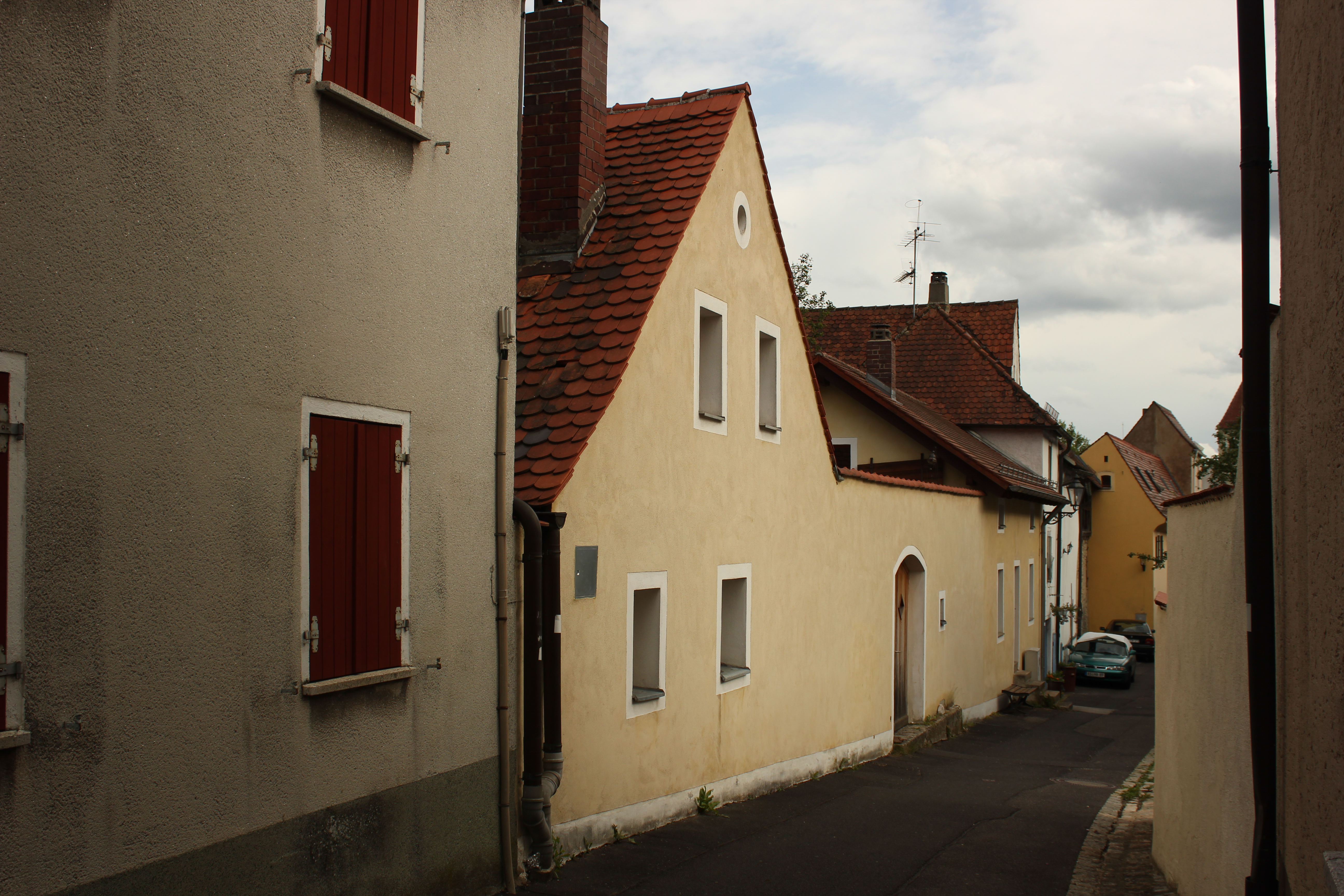
Lange Gasse 41
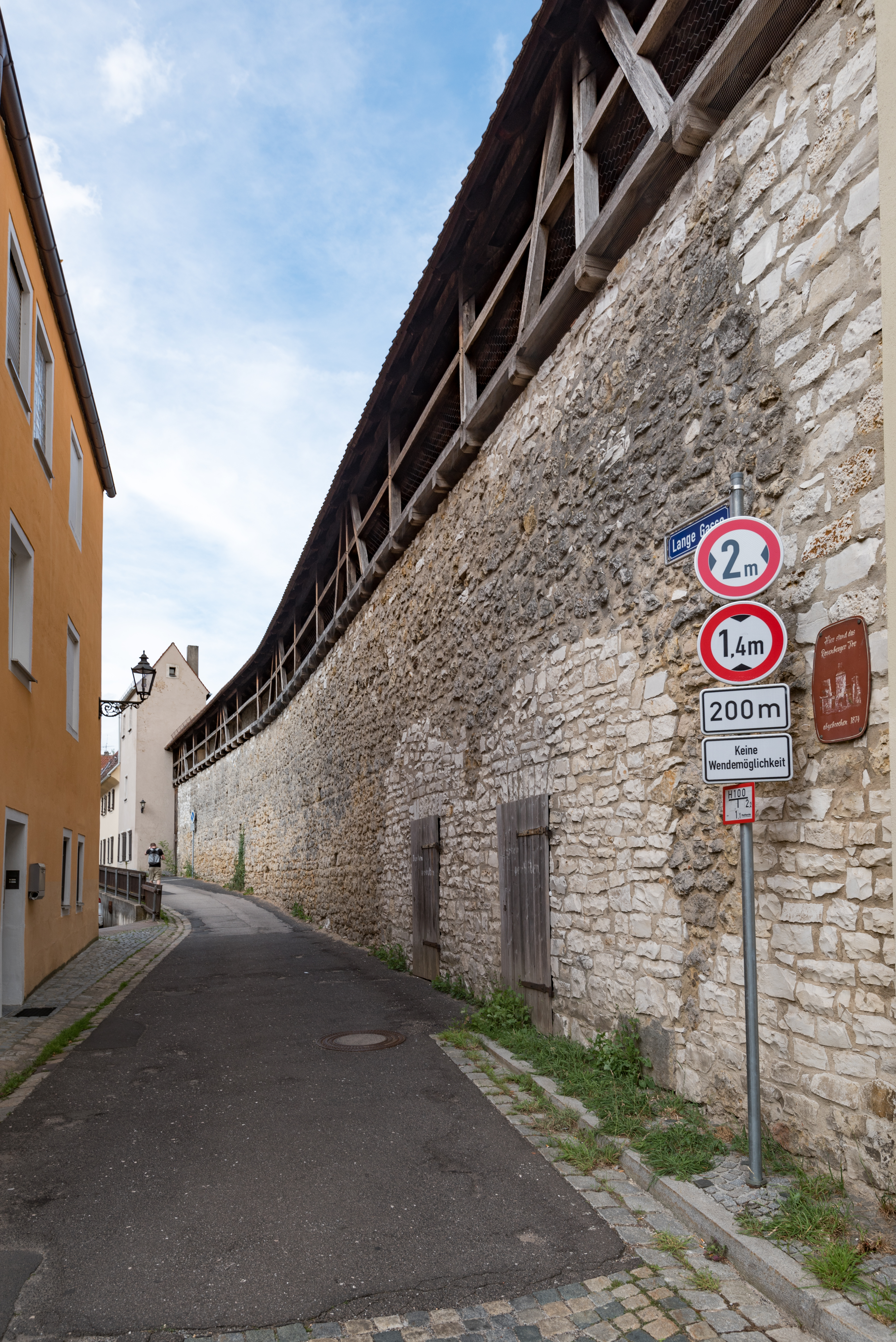
Zwischen Lange Gasse 45 und Rosenberger Straße 27
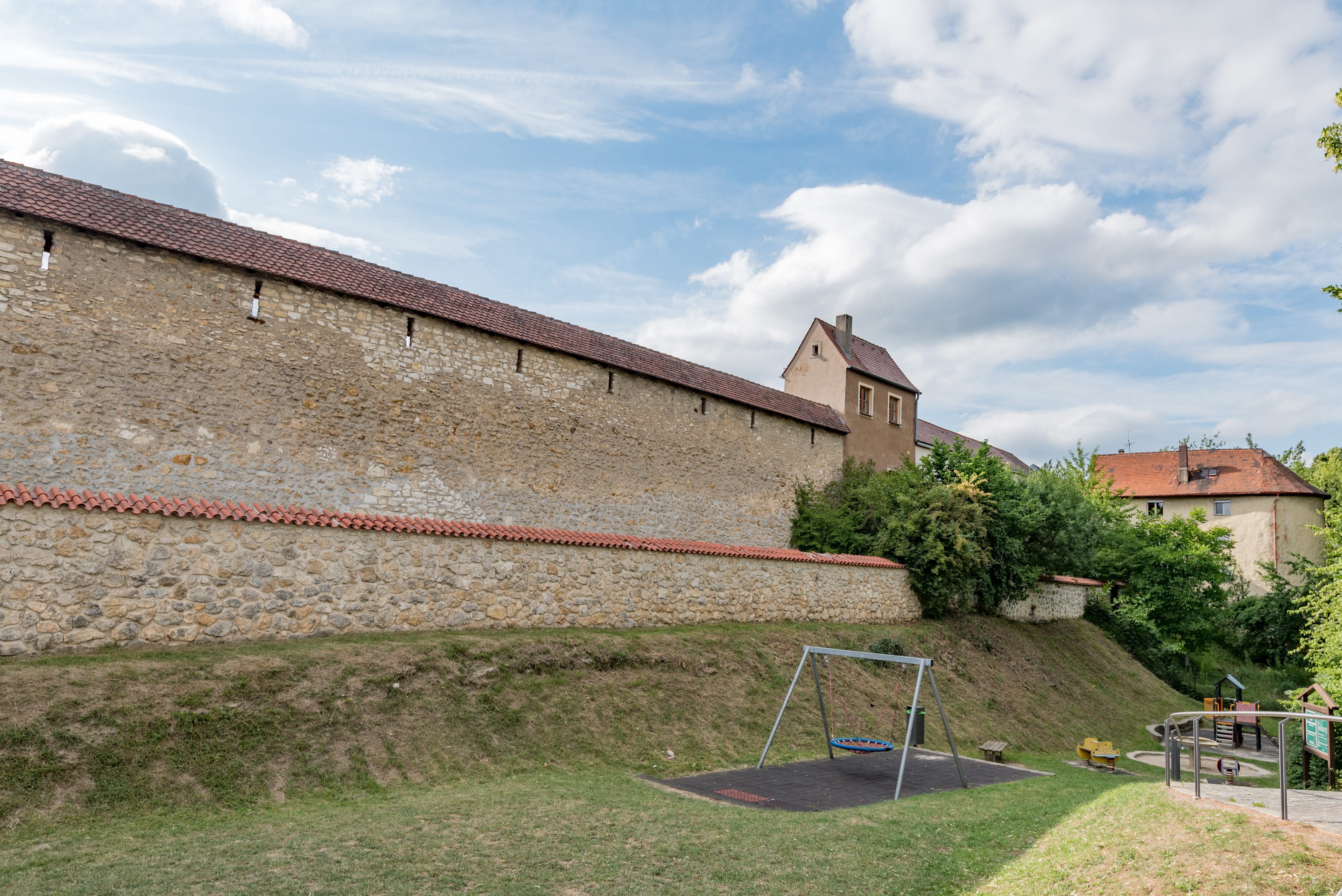
Zwischen Lange Gasse 45 und Rosenberger Straße 27, Feldseite

Folgende Türme und Befestigungen sind erhalten.
- Zwingerturm (Lage), sogenannter Stiberturm, unverputzter Bruchsteinbau über halbrundem Grundriss, mit Schlitzscharten, um 1420/30, Rückseite im 19. Jahrhundert vermauert
- Spitalgasse 11 (Lage): Zwingerturm, verputzter Massivbau mit Zeltdach über fünfeckigem Grundriss, um 1420/30
- Ehemaliger Mauerturm, sogenannter Grünthaler Turm, dreigeschossiger Bruchsteinbau über querrechteckigem Grundriss, mit Walmdach und verbretterter Rückseite, um 1500, Wohnungseinbauten später
- Ehemaliger Mauerturm, sogenannter Falkner Turm, viergeschossiger, verputzter Massivbau über querrechteckigem Grundriss, mit Satteldach, um 1500, Wohnungseinbauten später
- Ehemaliger Mauerturm, sogenannter Deyerl Turm, viereinhalbgeschossiger Bruchsteinbau mit Zeltdach und nur zum Teil verputzten Mauerwerk, um 1500
- Ehemaliger Mauerturm, sogenannter Thumann Turm, dreigeschossiger, verputzter Massivbau mit Satteldach, im Kern um 1500
- Spitalgasse 9 (Lage): Ehemaliger Mauerturm, sogenannter Ackermannturm, dreieinhalbgeschossiger, verputzter Massivbau über querrechteckigem Grundriss, mit Satteldach, um 1500, Wohnungseinbauten später
- Ehemalige Bastei(Lage), halbrunder angebauter Turm der Stadtbefestigung, mit Satteldach, 16. Jahrhundert, unter Einbezug eines Schalenturms von 1420/30 errichtet
- Bastei 2, Bühlgasse 31 (Lage): Ehemalige Bastei, dreieinhalbgeschossiger, verputzter Massivbau mit gerundeter Stirnseite und Rundlochscharten, 16. Jahrhundert, unter Einbezug eines Schalenturms von 1420/30 errichtet, ab 19. Jahrhundert Umnutzung für Wohn- bzw. gastronomische Zwecke, östliche Erweiterung
- Obere Bachgasse 36 (Lage): Ehemaliger Flankierungsturm, sogenannter Pulverturm, runder Bruchsteinbau mit Kegeldach und Scharten, 1388, Wohnungseinbauten nach 1822
- Auf der Rahm 9 (Lage): Befestigungsturm, mehrgeschossiger Massivbau über halbrundem Grundriss, um 1500, Wohnungseinbauten später

Darüber hinaus der Stadtbefestigung zugehörig:
- Grabenbefestigung, Futtermauer des Stadtgrabens an dessen Außenseite, 17. Jahrhundert

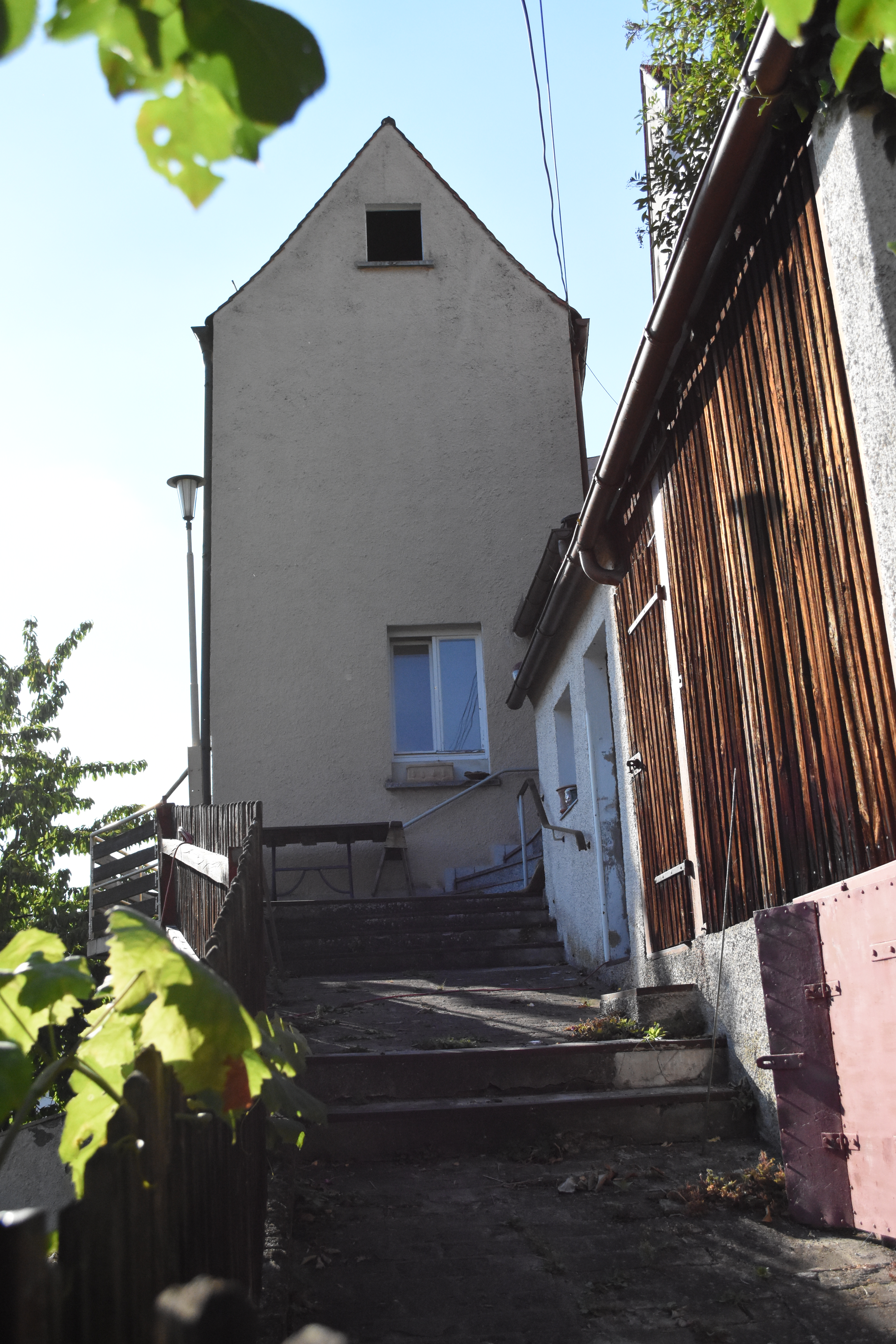
Mauerturm An der Rahm 9
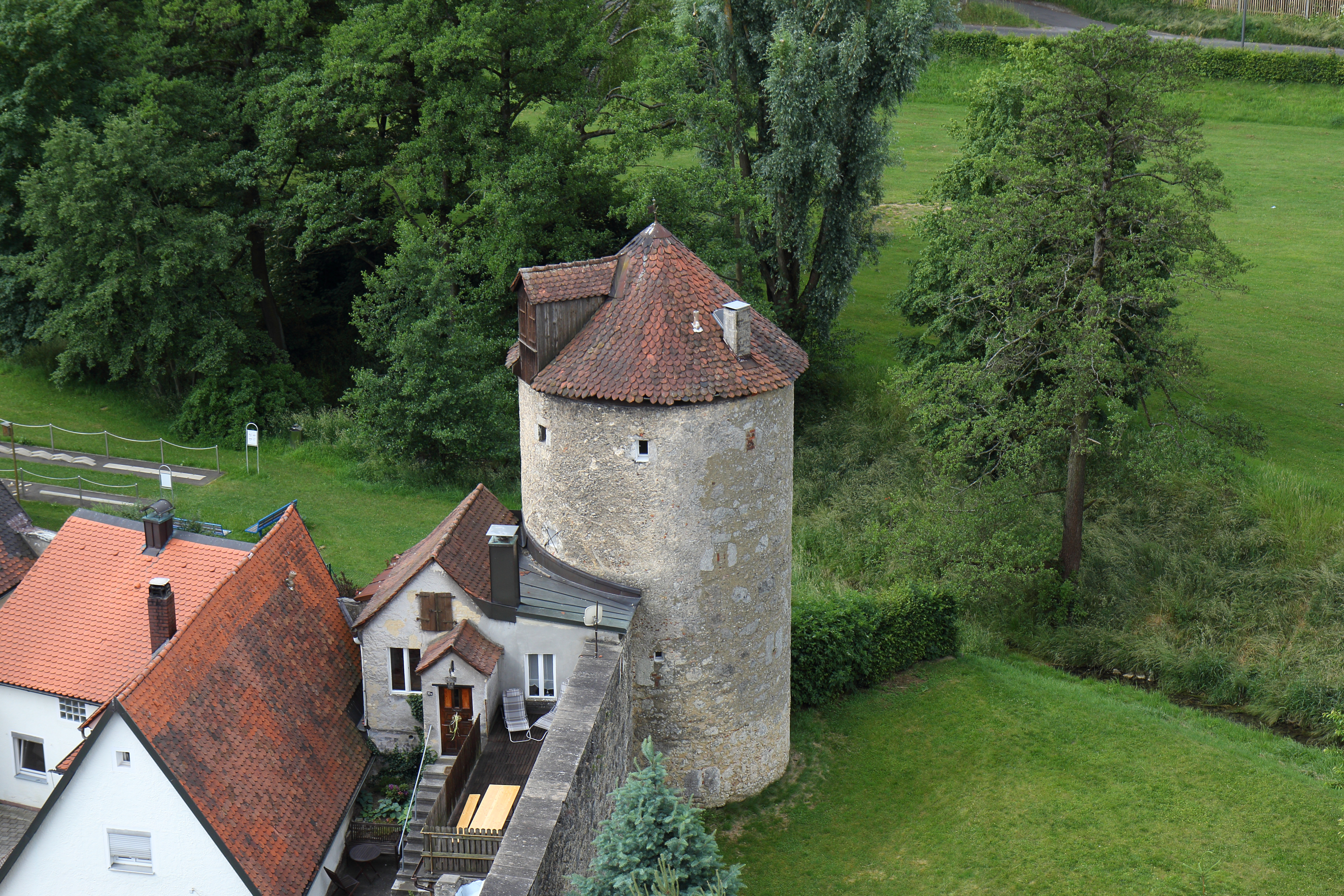
Mauerturm Obere Bachgasse 36 weitere Bilder
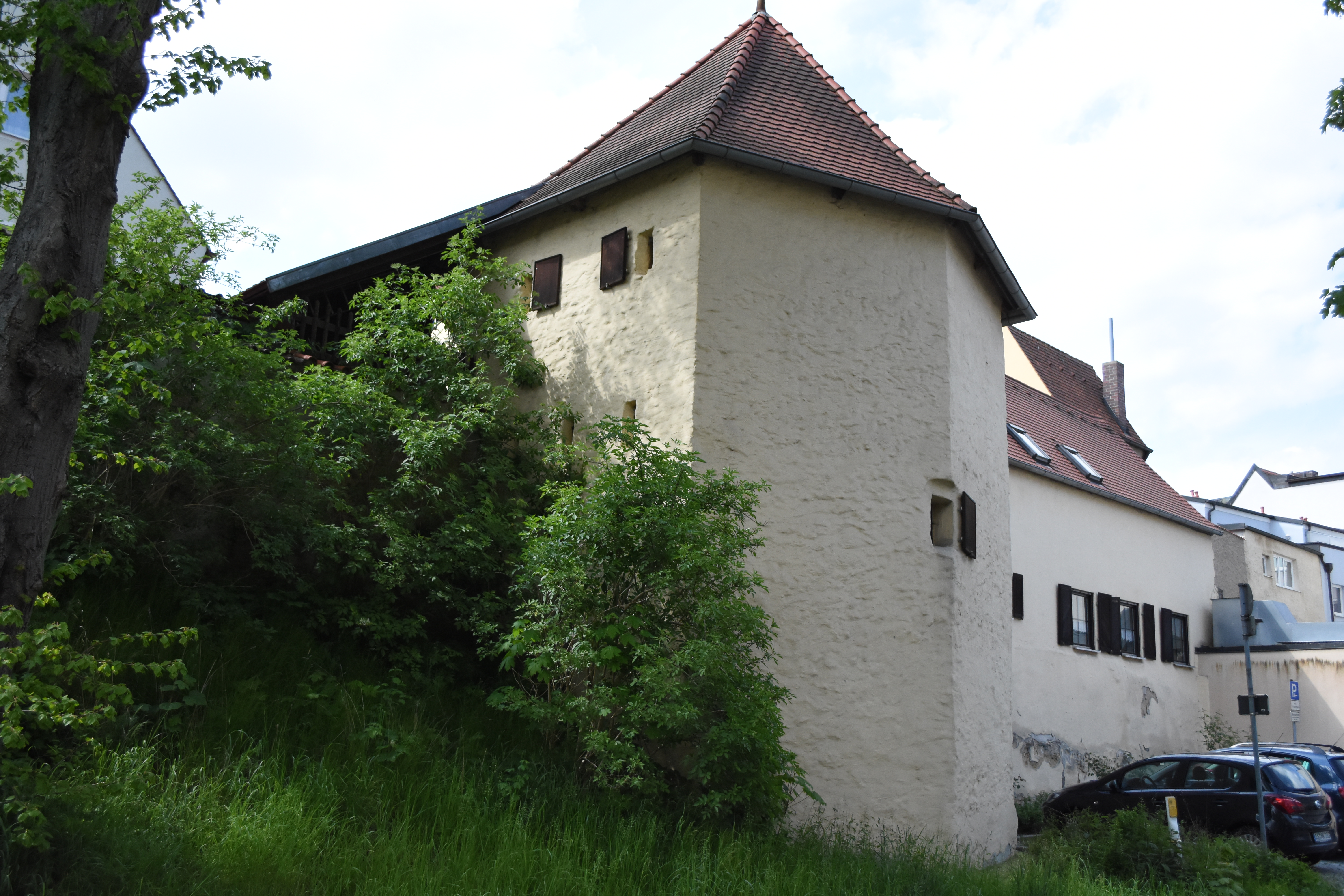
Ehemalige Bastei
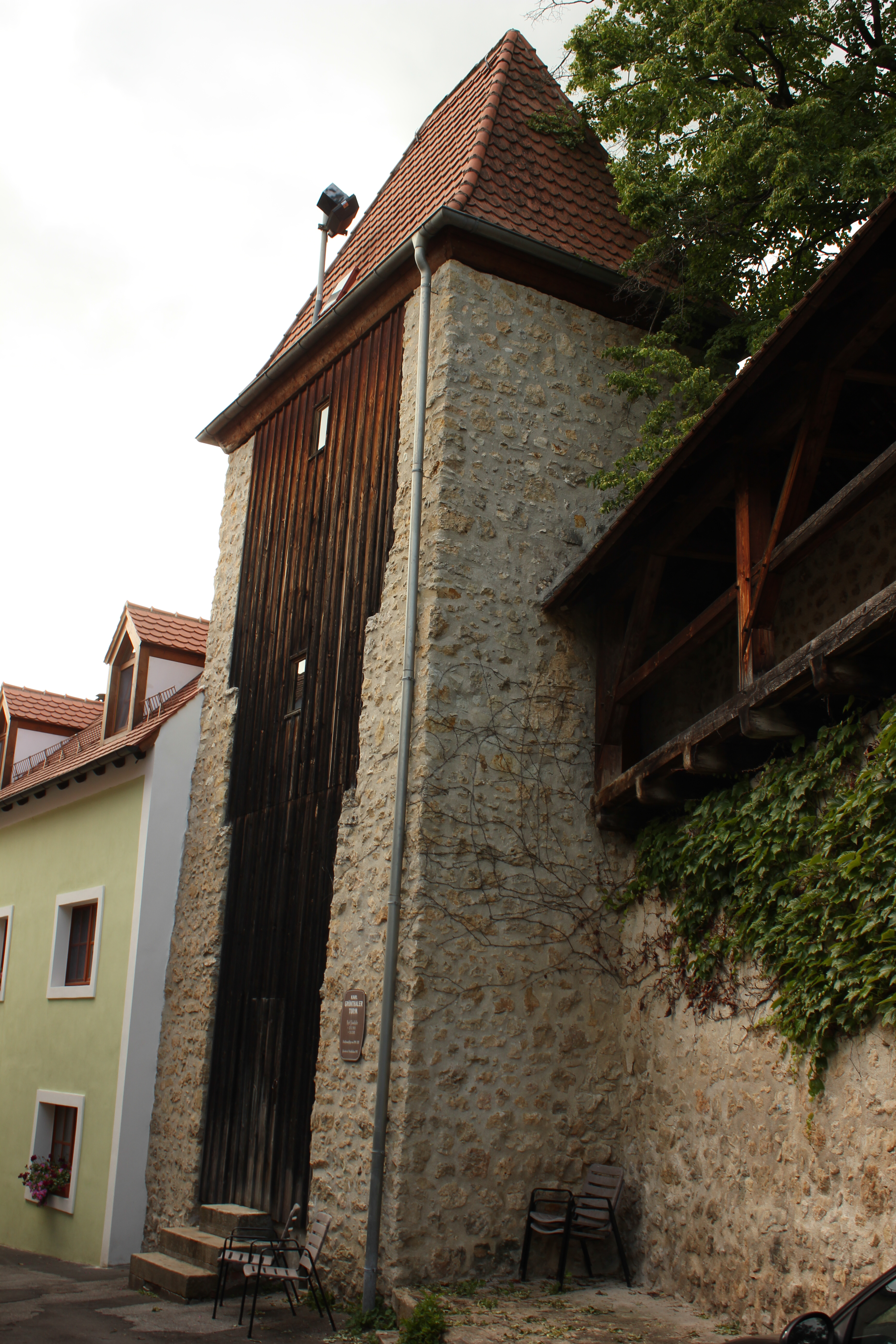
Lange Gasse 7
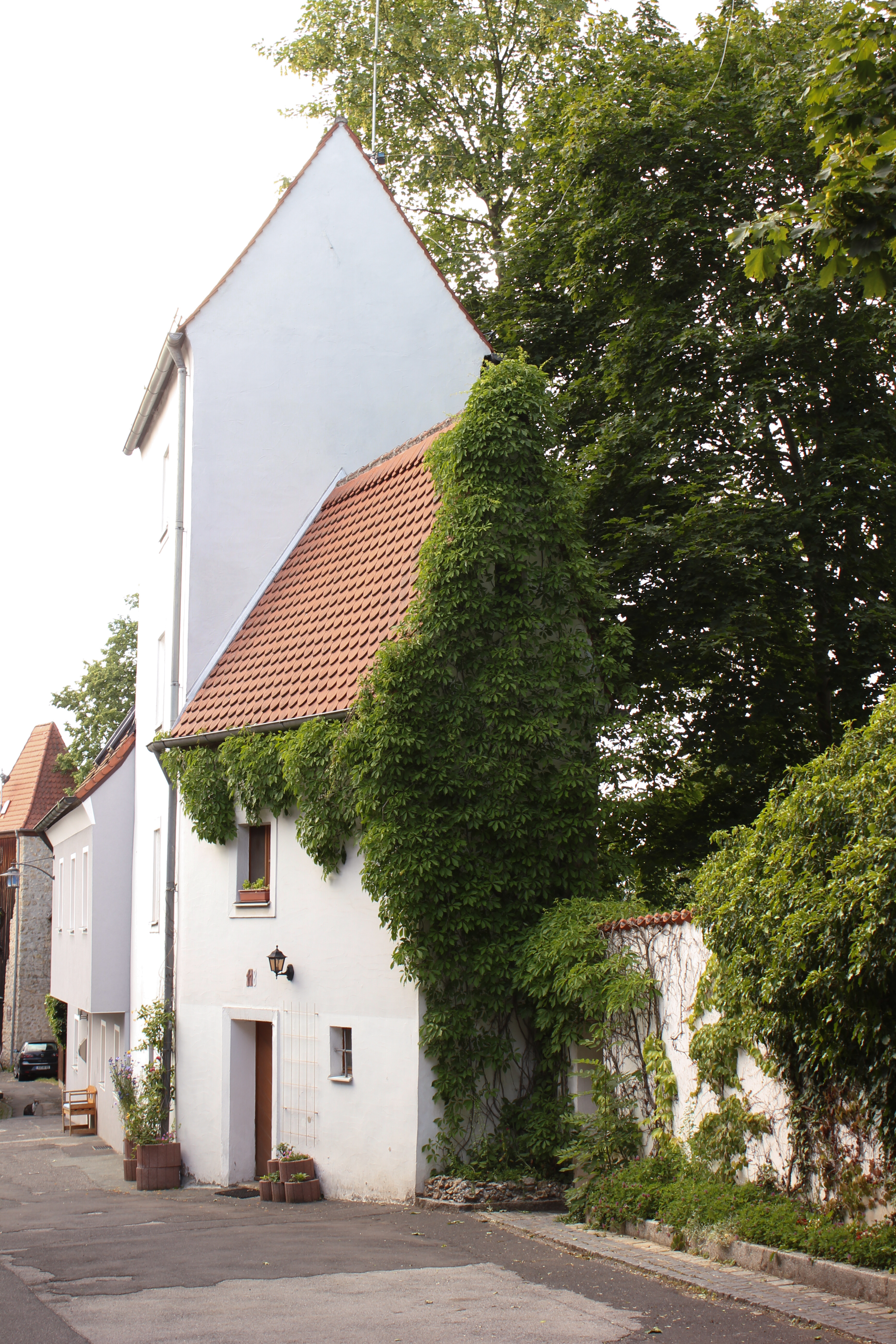
Lange Gasse 11
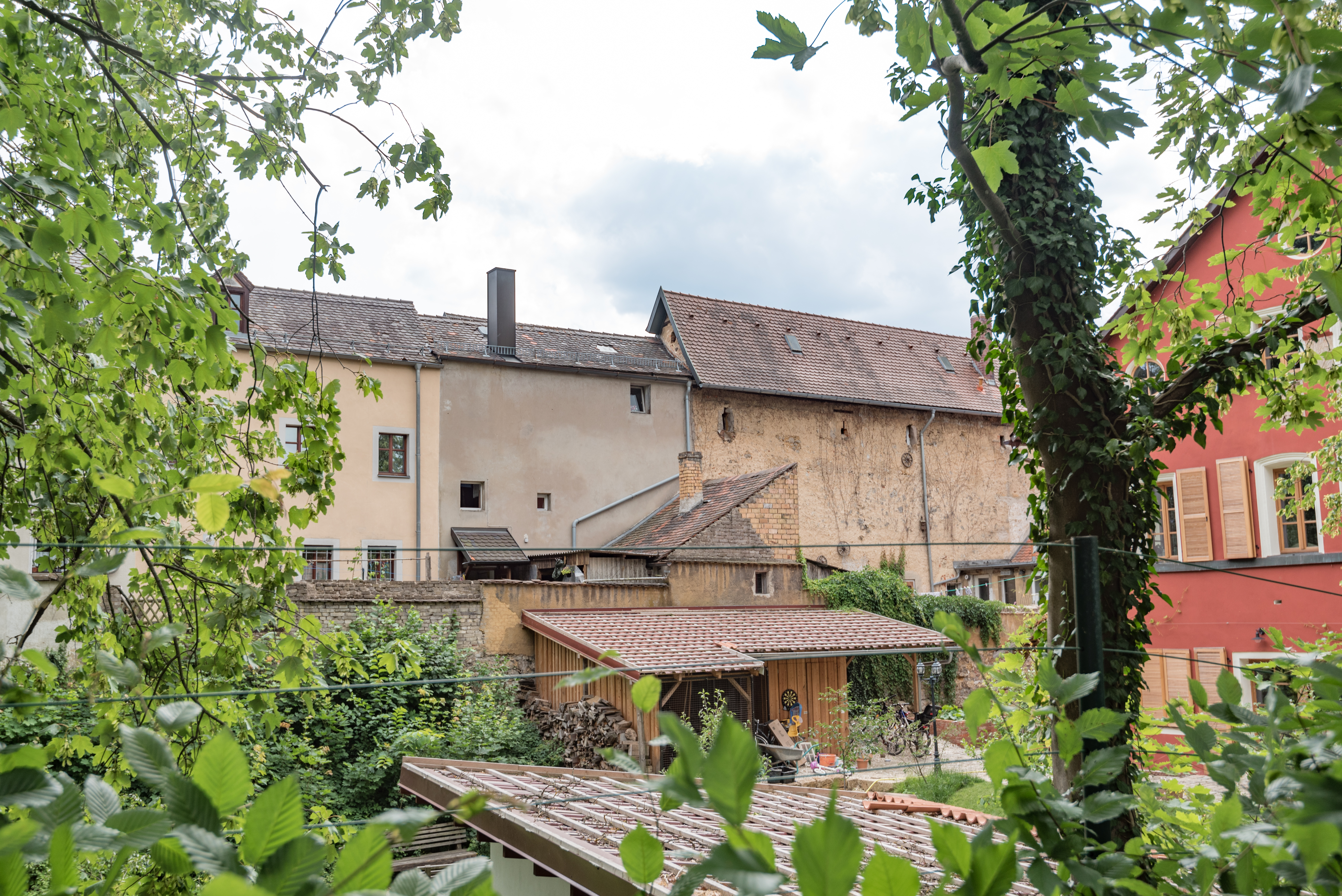
Lange Gasse 19, Feldseite
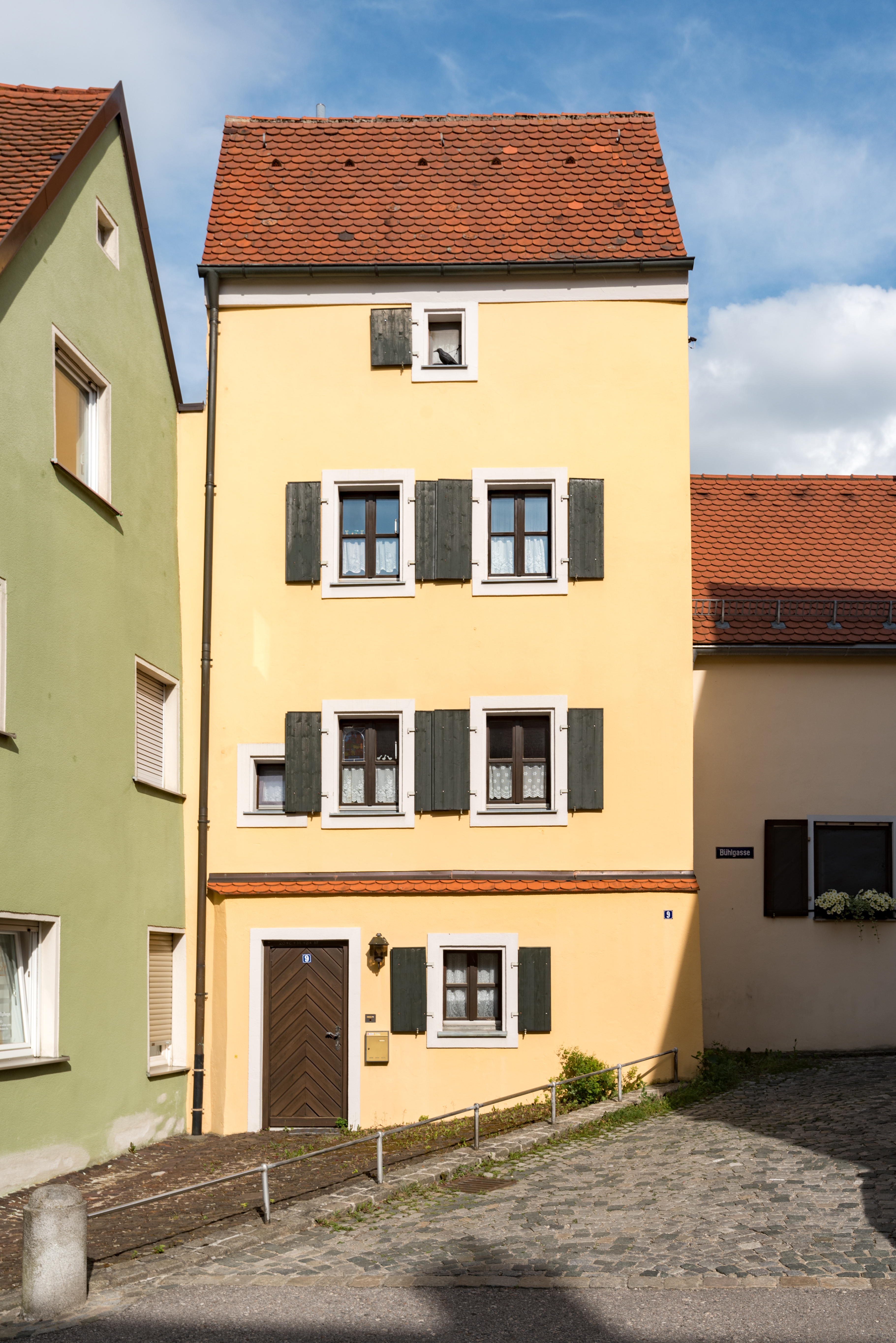
Ackermannturm Spitalgasse 9
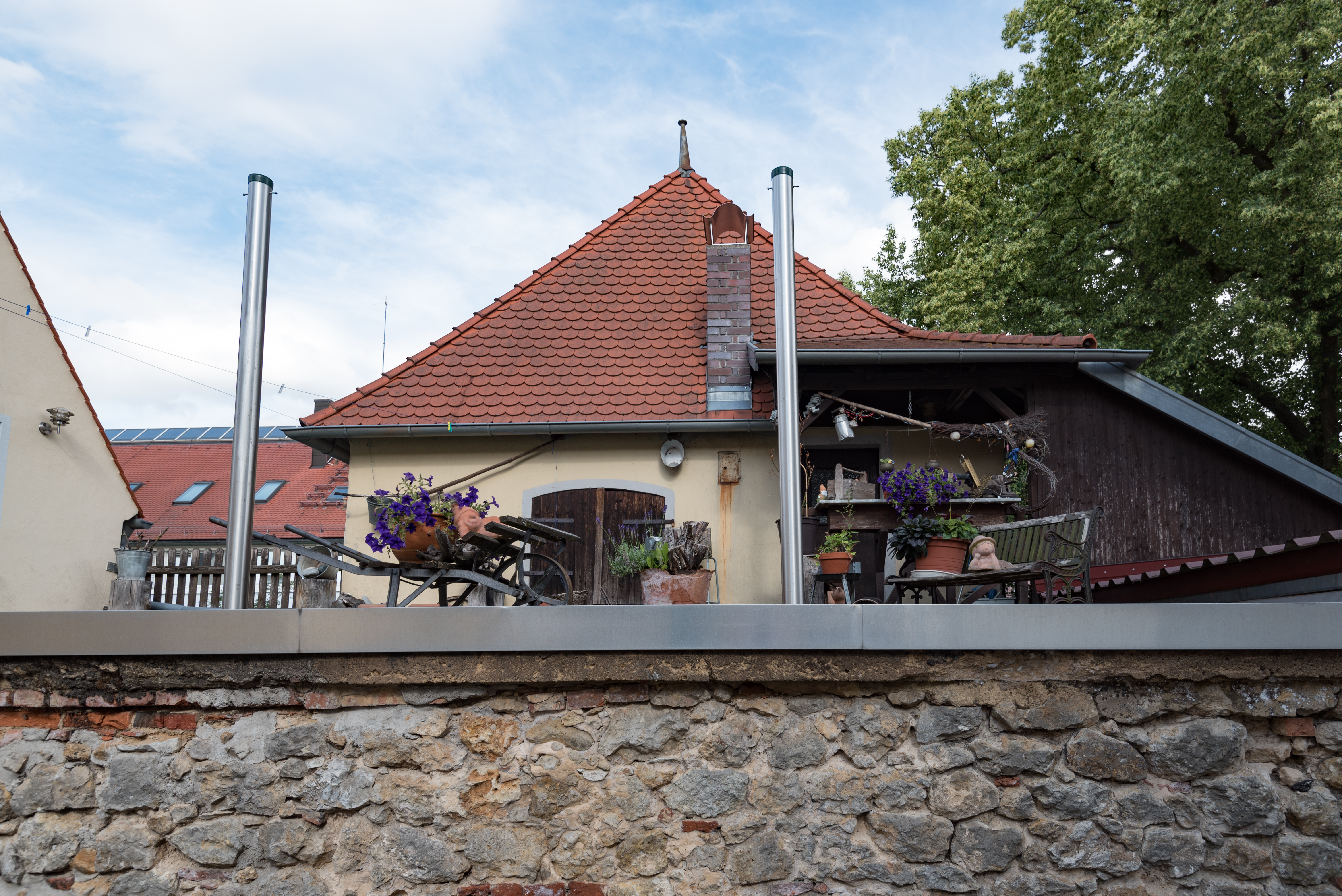
Fünfeckturm Spitalgasse 11

Aktennummer: D-3-71-151-1.

## Baudenkmäler nach Ortsteilen

### Stadtteil Sulzbach
| Lage                                                                                    | Objekt                                                                                         | Beschreibung | Akten-Nr.      | Bild                                     |
| --------------------------------------------------------------------------------------- | ---------------------------------------------------------------------------------------------- | --- | -------------- | ---------------------------------------- |
| Adolph-Kolping-Straße 4 (Standort)                                                      | Villa                                                                                          | Zweigeschossiger Sichtziegelbau mit Satteldach und Sandsteingliederung, klassizistisch, um 1890 | D-3-71-151-2   | weitere Bilder                           |
| An der Allee (Standort)                                                                 | Ehemaliger Zehentstadel (auch Scherling-Stadel)                                                | Eingeschossiger, verputzter Bruchsteinbau in Ecklage, mit Satteldach und Rundbogentor, wohl über Vorgängerbau von 1304 (bezeichnet) Ende 16./Anfang 17. Jahrhundert errichtet | D-3-71-151-4   | weitere Bilder                           |
| An der Allee, Auf der Schanze (auf dem Wall der ehemaligen Stadtbefestigung) (Standort) | Vier Torpfeiler (je zwei am Ein- und Ausgang zur Allee)                                        | Mit Kugelbekrönung sowie reliefiert und rustiziert, Stein, an beiden Enden einer Lindenallee, angelegt durch Pfalzgraf Karl Theodor, 1710/28 | D-3-71-151-3   | weitere Bilder                           |
| Annaberg (Standort)                                                                     | Loretokapelle                                                                                  | Verputzter Massivbau mit Satteldach, eingezogenem. halbrund geschlossenem Chor, Granitgewänden und übergiebelten Portalen, um 1753, Dachreiter 1881; mit Ausstattung | D-3-71-151-10  | weitere Bilder                           |
| Annaberg; Annabergweg; Annabergweg 30 (Standort)                                        | Katholische Wallfahrtskirche St. Anna                                                          | Saalbau, verputzter Massivbau mit Satteldach, zum eingezogenen, halbrund geschlossenen Chor abgerundeten Ecken und Sakristeianbau, von Johann Rampino 1676 anstelle eines kleineren Vorgängerbaues errichtet, Erweiterung um erneuertes Langhaus durch Johann Heinrich Zeitler, 1787/88, Turm mit Putzgliederung 1827/28, Verlängerung der Kirche nach Westen und Errichtung der Zwiebelhaube des Turms mit Laterne 1903/04, im Erdgeschoss des Turmes Lourdesgrotte, wohl frühes 20. Jahrhundert; mit Ausstattung Mesnerhaus, eingeschossiger, verputzter Massivbau mit Walmdach und gerahmten Stichbogenfenstern, 1968 anstelle einer Eremitenklause von 1736 errichtet Kreuzigungsgruppe mit gefasstem Kruzifixus und Assistenzfiguren Maria, Johannes und Maria Magdalena, Sandstein, 1706 Kreuzweg, 14 Stationen, mit Putzgliederung und Satteldächern, 1754, Bilder von 1942 Kastanienallee, angelegt durch Pfalzgraf Karl Theodor, 1754/55; zur Wallfahrtskirche hinaufführend | D-3-71-151-12  | weitere Bilder                           |
| Annabergweg (bei der Karolinenstraße, Nähe Lindhofweg) (Standort)                       | Figur des Heiligen Johannes Nepomuk                                                            | Auf hohem Postament, Sandstein, 1767 | D-3-71-151-7   | weitere Bilder                           |
| Bahnhofstraße 2 (Standort)                                                              | Ehemaliges Bürgermeisterhaus, Arbeitsamt                                                       | Satteldachbau mit Fassadengliederung, um 1870; Geburtshaus von Dr. Fritz Pirkl, MdEP und Bayerischer Staatsminister von 1966 bis 1984. | D-3-71-151-14  | Ehemaliges Bürgermeisterhaus, Arbeitsamt |
| Bastei 1 (Standort)                                                                     | Ehemalige Realschule                                                                           | viergeschossiger Massivbau mit Walmdach und Fassadengliederung, 1906 | D-3-71-151-129 | Ehemalige Realschule                     |
| Bayreuther Straße 8 (Standort)                                                          | Ehemaliges Offiziersgebäude                                                                    | Dreigeschossiger, verputzter Massivbau in Ecklage, mit Satteldach, Zwerchhaus, giebelseitigem, eisernem Eingangsvorbau mit Balkon und Fassadengliederung in neubarocken Formen, 1893 | D-3-71-151-15  | weitere Bilder                           |
| Bergstraße 2 (Standort)                                                                 | Wohnhaus                                                                                       | Dreigeschossiger, traufständiger Massivbau mit Satteldach und einfach gegliederter Sandsteinfassade, Mitte 19. Jahrhundert | D-3-71-151-19  | weitere Bilder                           |
| Bindergasse 2, 4 (Standort)                                                             | Ehemalige jüdische Druckerei, Rentenamt, Landratsamt von 1939 bis 1970 und heutiges Möbelhaus. | Zweiflügeliger und zweigeschossiger, langgestreckter Sandsteinquaderbau mit Sattel- und Walmdach, zweiflügeligem Tor zu gewölbter Durchfahrt, Risalit und Fassadengliederung in klassizistischen Formen, nach 1822, Innen erneuert | D-3-71-151-20  | weitere Bilder                           |
| Bindergasse 5 (Standort)                                                                | Wohn- und Geschäftshaus der ehemaligen Druckerei und Buchhandlung J. E. v. Seidel              | Dreigeschossiger, gegen den Luitpoldplatz traufständiger Massivbau mit Satteldach, Korbbogentor und gegliederter Sandsteinfassade, rückseitig Giebel mit Halbwalm, um 1825, im Kern älter; mit Ausstattung | D-3-71-151-68  | weitere Bilder                           |
| Bindergasse 5 (Standort)                                                                | Rückgebäude                                                                                    | Zweigeschossiger Walmdachbau auf geschosshohem Keller mit hofseitigem Nebentrakt, um 1825, Umbau und Aufstockung 1862/63, im Kern älter; mit Ausstattung | D-3-71-151-68  | weitere Bilder                           |
| Bindergasse 5 (Standort)                                                                | Standfigur der Minerva auf hohem Postament                                                     | Bleiguss, von Joseph Heinrich Kirchmayer, um 1817, 1862 in den Innenhof versetzt | D-3-71-151-68  | BW                                       |
| Brauhausgasse 10 (Standort)                                                             | Ehemaliges Ackerbürgerhaus                                                                     | Zweigeschossiger Massivbau in Ecklage, mit einseitig halb abgewalmtem Satteldach, einfacher Putzgliederung und Aufzugsgaube, Mitte 19. Jahrhundert, erweitert 2. Hälfte 19. Jahrhundert | D-3-71-151-171 | weitere Bilder                           |

Ehemalige Stadtmühle
Gebäudegruppe bestehend aus:
- Brauhausgasse 22 (Lage), Ehemaliges Mühlengebäude, zweigeschossiger Putzbau mit Satteldach über hakenförmigem Grundriss, im Kern 16. Jahrhundert
- Untere Bachgasse 16 (Lage), Ehemaliges Nebengebäude, zweigeschossiger, verputzter Massivbau in Ecklage, mit Satteldach, rundbogiger Tür und teils gekehlten Gewänden, 18./19. Jahrhundert
- Brauhausgasse 17 (Lage), Ehemaliges Nebengebäude, zweigeschossiger, verputzter Massivbau mit Satteldach und Gurtgesims, wohl 2. Hälfte 19. Jahrhundert
- Weiherstraße 6 (Lage), Ehemaliges Nebengebäude, dreigeschossiger, verputzter Massivbau mit Steildach über hakenförmigen Grundriss, wohl 2. Hälfte 19. Jahrhundert, im östlichen Teil ehemaliges Befestigungsturm des 15./16. Jahrhundert einbezogen

Aktennummer D-3-71-151-24.
- Brauhausgasse 22 
weitere Bilder
- Untere Bachgasse 16 
weitere Bilder
- Brauhausgasse 17 
weitere Bilder
- Weiherstraße 6 
weitere Bilder

| Lage                                                               | Objekt | Beschreibung | Akten-Nr.      | Bild                                         |
| ------------------------------------------------------------------ | --- | --- | -------------- | -------------------------------------------- |
| Nähe Bühlgasse; direkt bei Diakonie (Alten-/Pflegeheim) (Standort) | Stumpf eines Wasserturms; nur noch rudimentäre Reste                                                                       | Rundbau aus unverputzten Steinquadern, mit Spitzbogenportal, 1878 | D-3-71-151-148 | BW                                           |
| Bühlgasse 21 (Standort)                                            | Bürgerhaus | Eingeschossiger, giebelständiger und verputzter Massivbau mit Satteldach und gefastem Portalgewände, 17./18. Jahrhundert | D-3-71-151-26  | weitere Bilder                               |
| Bühlgasse 28 a, Bastei 2 (Standort)                                | Nebengebäude | zur ehemals als Wirtshaus genutzten Bastei gehörend, mit Fußwalmdach und hölzerner Altane, Mitte 19. Jahrhundert, unter Einbezug der Stadtmauer errichtet | D-3-71-151-5   | BW                                           |
| Bühlgasse 30 ()                                                    | Ehemaliger Stadel | zweigeschossiger, traufständiger Putzbau mit Satteldach und giebelseitigem Fachwerk | D-3-71-151-27  |                                              |
| Erlheimer Weg (bei Nrn. 4 - 8) (Standort)                          | Ehemaliger Salzstadel | Zweigeschossiger Bruchsteinbau mit Steildach und Giebeltor, 17. Jahrhundert | D-3-71-151-30  | Ehemaliger Salzstadel                        |
| Erlheimer Weg (Ecke Schießstätte) (Standort)                       | Dreifaltigkeitskapelle | Verputzter Massivbau mit Satteldach, Sprenggiebelportal, Eckpilastern und Dachreiter, Rokoko, Mitte 18. Jahrhundert; mit Ausstattung | D-3-71-151-29  | Dreifaltigkeitskapelle                       |

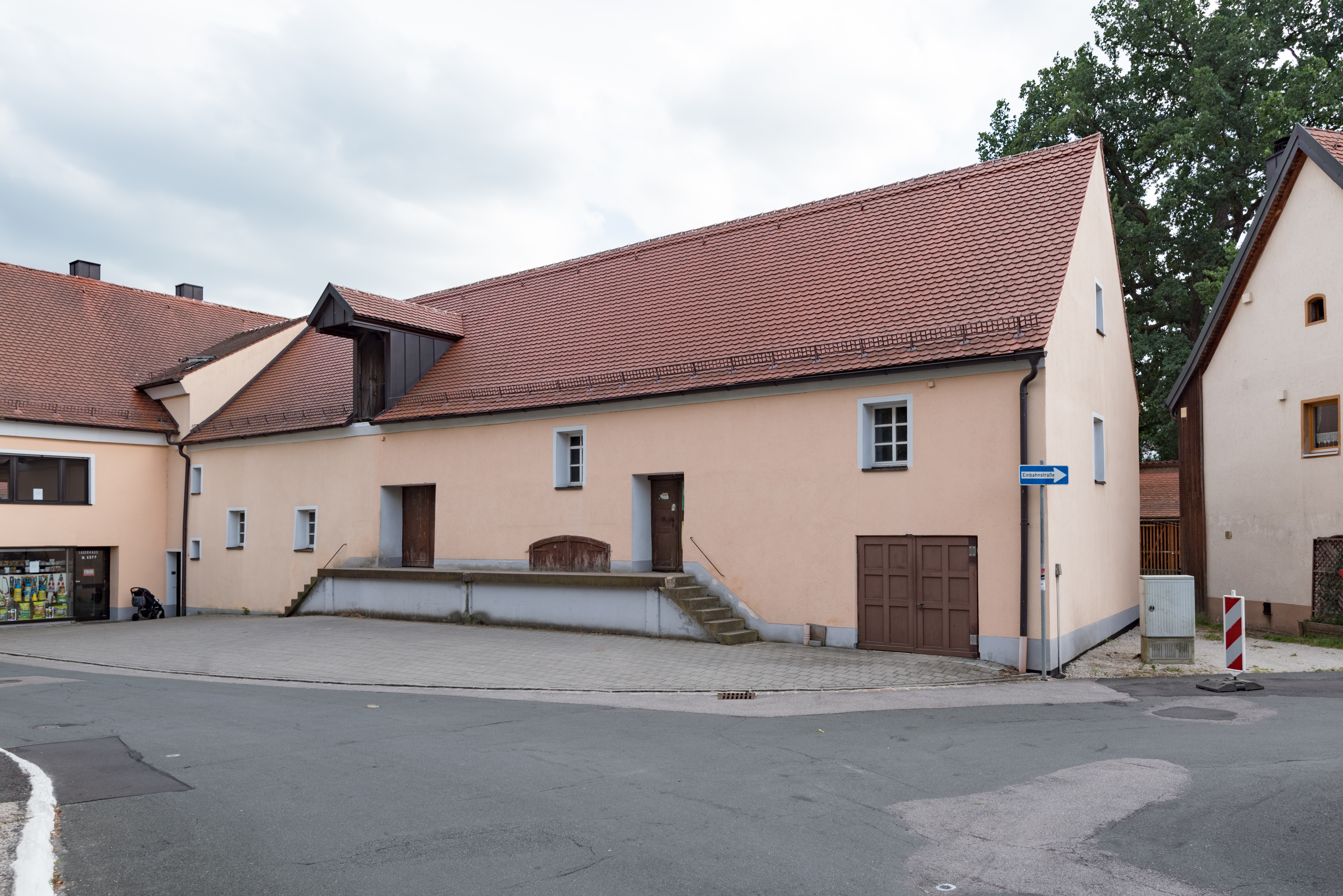
Brauhausgasse 22 weitere Bilder
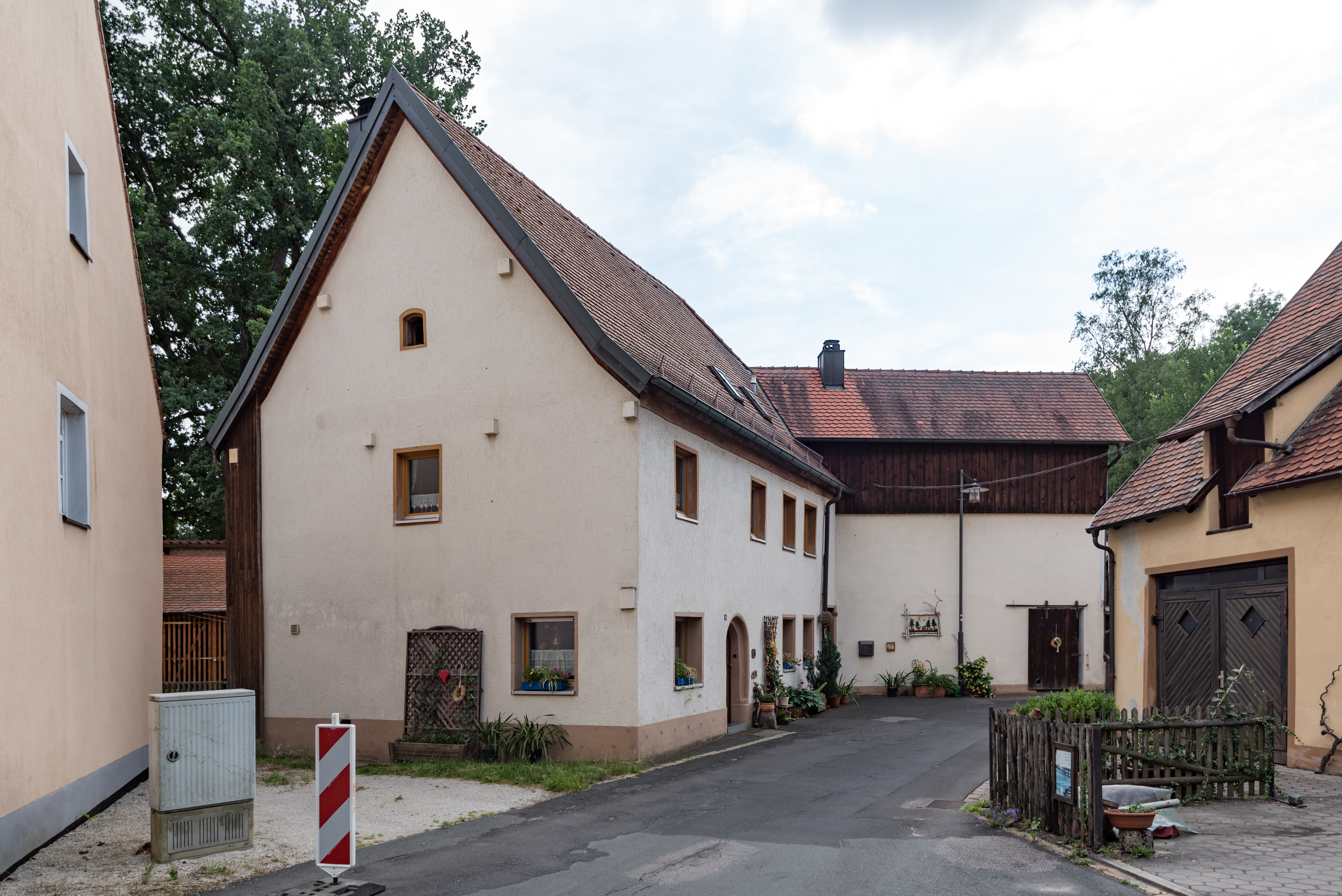
Untere Bachgasse 16 weitere Bilder
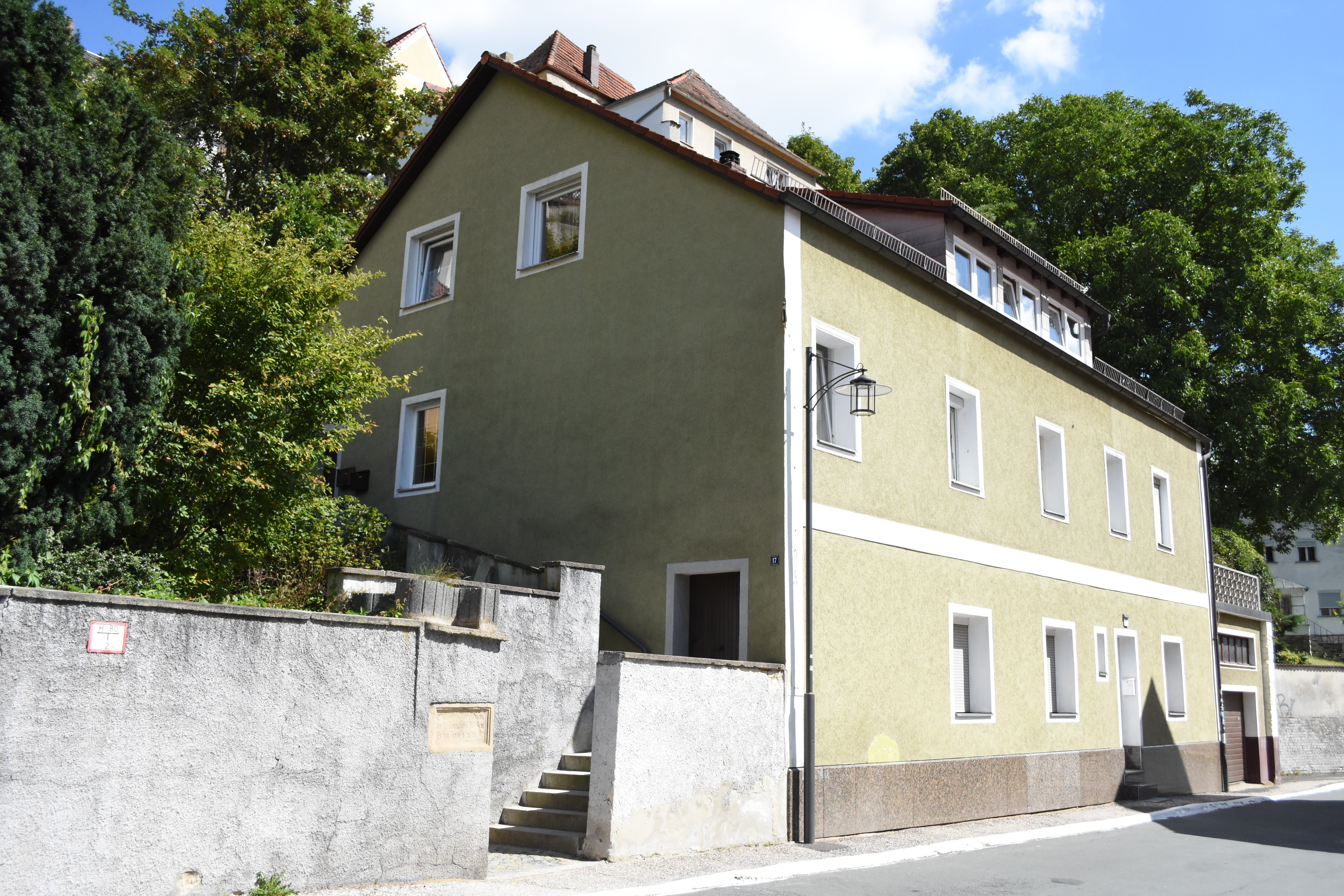
Brauhausgasse 17 weitere Bilder
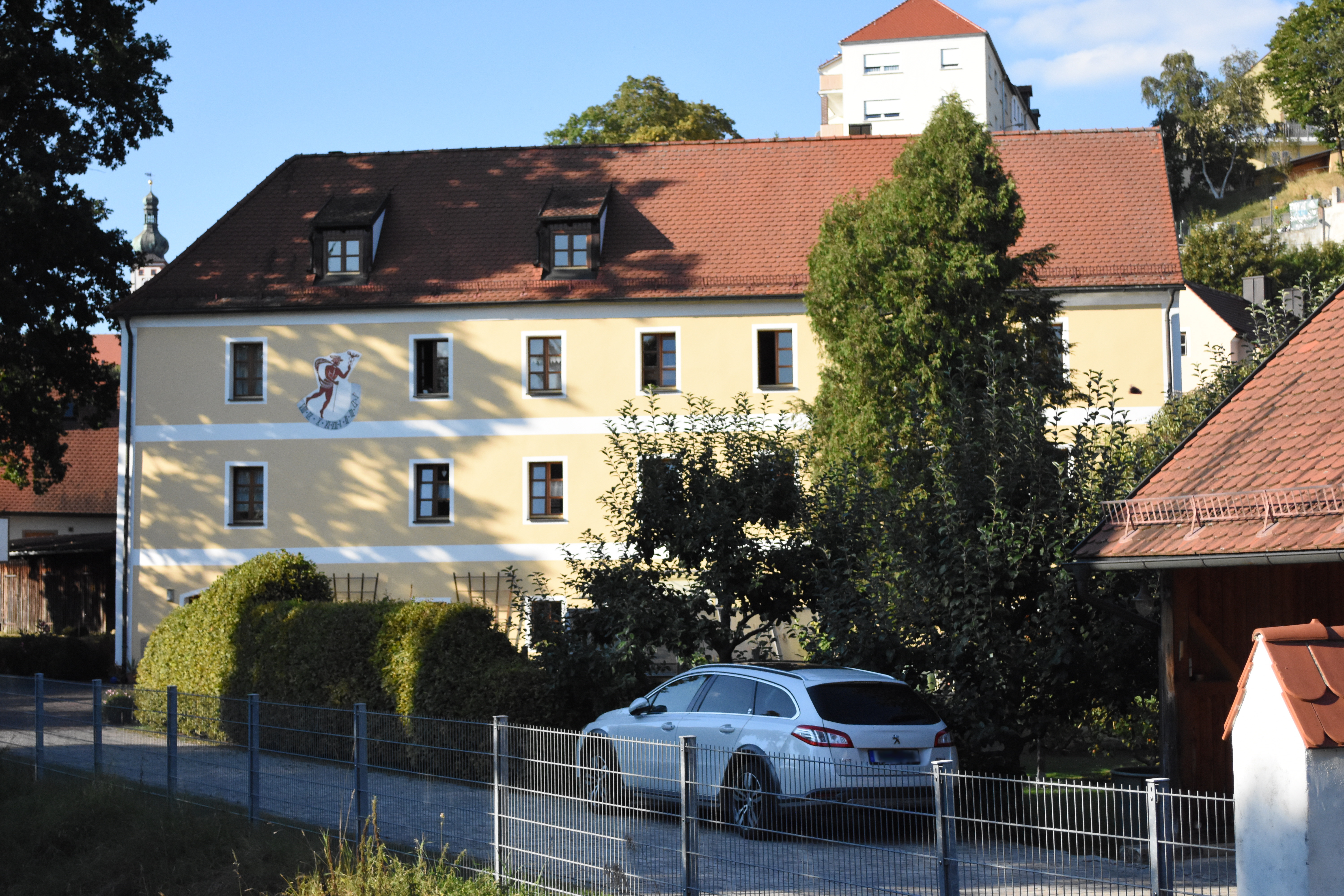
Weiherstraße 6 weitere Bilder

| Friedhofberg 1, 1 a (Standort)                                     | Städtischer Friedhof mit Friedhofskirche St. Georg                                                                         | Friedhofskirche St. Georg, Saalkirche, verputzter Massivbau mit Satteldach, Maßwerkfenstern und halbrund geschlossenem, nicht eingezogenem Chor, 1536/37, Verlängerung nach Osten durch Kaspar Rudolf, 1596/97, Hinzufügung der Sakristei und des Zwiebeldachreiters, 1721, mit Epitaphien des 16.–18. Jahrhundert; mit Ausstattung; Friedhof, archivalisch belegt seit 1536/37, Erweiterungen 1585 und im 19. Jahrhundert, mit Ehrenfriedhof sowie Grabstätten des 19. und frühen 20. Jahrhunderts Aussegnungshalle, eingeschossiger, verputzter Massivbau mit Satteldach, Zwerchhäusern, Rundbogenöffnungen und Sandsteingliederung sowie zwei ein Vordach stützenden Eisensäulen, neuromanisch, 1864 Einfriedungsmauer mit Nischen | D-3-71-151-133 | BW                                           |
| Frühlingstraße 1 (Standort)                                        | Bürgerhaus, sogenanntes Weißbeckhaus                                                                                       | Dreigeschossiger, verputzter Massivbau in Ecklage, mit Stufengiebel, über Eck gestelltem Kastenerker mit Maßwerk und Wappen, spitzbogigem Portal mit Stabwerk, Giebeltoren und gekehlten Laibungen, Hans Behaim dem Älteren zugeschrieben, 1485–1487 (dendro.dat.), südlich zweigeschossiger Anbau | D-3-71-151-32  | weitere Bilder                               |
| Frühlingstraße 14 (Standort)                                       | Gasthaus Frühlingshof | Zweigeschossiger, verputzter Massivbau mit Walmdach, gekehlten Laibungen und Sandsteinportal, nach Stadtbrand von 1822 wieder aufgebaut Gedächtnistafel | D-3-71-151-33  | weitere Bilder                               |
| Hagtor 8 (Standort)                                                | Ehemaliges Pflasterzollhaus                                                                                                | Eingeschossiger Putzbau mit Satteldach, 1530 (dendro.dat.) | D-3-71-151-34  | Ehemaliges Pflasterzollhaus                  |
| Im Hag 3 (Standort)                                                | Wohnhaus | Satteldachbau, im Kern 17. Jahrhundert | D-3-71-151-38  | BW                                           |
| Im Hag 5 (Standort)                                                | Gasthof Zur Landkutsche | Zweigeschossiger, verputzter Massivbau in Ecklage, mit Satteldach, bezeichnet mit „1400“, im Kern wohl 17. Jahrhundert Mit Hausfigur des hl. Johannes von Nepomuk; mit Ausstattung | D-3-71-151-99  | Gasthof Zur Landkutsche                      |
| Im Schloss 1, 2, 3, 4 (Standort)                                   | Schloss | Um unregelmäßigen Hof angeordnete, zwei- und dreigeschossige, verputzte Massivbauten im Bereich der ehemaligen Burganlage, 1582–1794 Residenz der Wittelsbacher, bauliche Veränderung durch Georg Heinrich Dobmayer, letztes Viertel 18. Jahrhundert, Umbau in Druckereibetrieb durch Johann Esaias von Seidl, 1807, ab 1861 Staatseigentum, wechselnde Nutzungen Torbau, zweigeschossiger Massivbau mit einseitig abgewalmtem Satteldach und Durchfahrt mit gekehltem Spitzbogentor, spätgotisch, westlich separiert Rundbogentor mit Bossenquadern, 1618–1620, mit wohl romanischen Fratzenstein Kapellenbau mit Kapelle St. Nikolaus, zweigeschossiger Satteldachbau über abgewinkeltem Grundriss, im Kern 9. Jahrhundert, Polygonalchor mit spitzbogigen Maßwerkfenstern, um 1420, Umgestaltung 1618–1620, Errichtung des Wohnbaus über der Kapelle durch Zacharias Amadei, 1663 Palas, sogenanntes Saalgebäude, dreigeschossiger Walmdachbau mit polygonalem Treppenturm, Aufstockung des um 1300 errichteten, zweigeschossigen Gebäudes nach Plänen von Adam Schwarz, u. a. durch Hans Hauch, um 1580, Portal mit rosettenbesetzten Pilastern und Volutengiebel, bezeichnet mit „1582“, Umgestaltungen mit Fensterrahmungen 1589 und 1618–1620 Sogenannter Fürstentrakt, zweigeschossiger Satteldachbau über abgewinkeltem Grundriss, mit Voluten- und Stufengiebel, angegliedertem, polygonalem Wehrturm, zwei Renaissanceportalen mit Pilastern mit Beschlagwerk, 1618–1620, Dach um 1780 erneuert, 1781 Einrichtung eines Theaters Kanzleigebäude, zweieinhalbgeschossiger Satteldachbau über abgewinkeltem Grundriss, mit gekehlten Laibungen, 1618–20 Erweiterung des im Kern älteren Gebäudes nach Nordwesten, mit oktogonalem Treppenturm Zellenbau, zweieinhalbgeschossiger, einseitig abgewalmter Satteldachbau, 1874 Ehemaliger Neuer Hofkasten, sogenannte Schlosskaserne, dreigeschossiger Satteldachbau, 1757, im Kern älter, die Westseite mit integrierter ehemaliger Burgberingmauer Ehemaliger Torwärterbau, eingeschossiger Satteldachbau über abgewinkeltem Grundriss, vor 1830 Schlossbrunnen, sogenannter Löwenbrunnen, polygonal geschwungenes Becken und reliefierte Brunnensäule, bekrönt von Löwen mit fürstlichem Wappen, Granit, bezeichnet mit „1701“ Salettl, zweigeschossiger Walmdachbau, vor 1830 Befestigungsmauer mit Eingangsportal zum ehemaligen Hofgarten sowie einzelner Torpfeiler, um 1720 | D-3-71-151-71  | weitere Bilder                               |
| Klostergasse 2 (Standort)                                          | Ehemaliges Salesianerinnenkloster, ehemalige Klosterkirche                                                                 | Jetzt katholische Pfarrkirche St. Hedwig, Saalbau, verputzter Massivbau mit Walmdach, eingezogenem, halbrund geschlossenem Chor, Lisenengliederung und Dachreiter sowie Säulenportal mit Sprenggiebel, 1762–1765; mit Ausstattung | D-3-71-151-41  | weitere Bilder                               |
| Luitpoldplatz 13 (Standort)                                        | Ehemaliges Salesianerinnenkloster, Klostergebäude                                                                          | Zweiflügeliger Massivbau mit einseitig abgewalmten Satteldächern und Putzgliederung, von Wolf Dirmann, 1753–1755, äußerer Flügel 1850 um ein Geschoss erhöht; anstelle des früheren Ballhauses des Schlosses errichtet | D-3-71-151-41  | weitere Bilder                               |
| Klostergasse 4 (Standort)                                          | Ehemaliges Pfarrhaus | Zweigeschossiger, verputzter Massivbau mit Walmdach, wohl nach 1822 | D-3-71-151-42  | weitere Bilder                               |
| Kugelplatz 6 (Standort)                                            | Wohnhaus | Dreigeschossiger, verputzter Massivbau über hakenförmigem Grundriss, mit einseitig abgewalmtem Satteldach und teils gekehlten Gewänden, 18. Jahrhundert | D-3-71-151-44  | weitere Bilder                               |
| Kugelplatz 11 (Standort)                                           | Haustor | Um 1825; (an nach Stadtbrand 1822 verändertem Wohnhaus) | D-3-71-151-45  | weitere Bilder                               |
| Kugelplatz 12 (Standort)                                           | Haustor | Um 1825 (an nach Stadtbrand 1822 verändertem Wohnhaus) | D-3-71-151-46  | weitere Bilder                               |
| Kunst-Fischer-Gasse 1 (Standort)                                   | Keller | Spätgotisch mit Tonnengewölbe Nischenfigur Segnender Heiland; an Wohnhausneubau übertragen nicht nachqualifiziert, im Bayerischen Denkmal-Atlas nicht kartiert | D-3-71-151-47  | Keller                                       |
| Kunst-Fischer-Gasse 3 (Standort)                                   | Wohnhaus | Zweigeschossiger, giebelständiger Massivbau mit Satteldach und Putzgliederung, 18. Jahrhundert, im Kern wohl älter | D-3-71-151-48  | weitere Bilder                               |
| Kunst-Fischer-Gasse 3 (Standort)                                   | Nebengebäude | Sogenanntes Pulverhäuschen, zweigeschossiger, verputzter Massivbau mit Satteldach und Putzgliederung, im Kern um 1780 | D-3-71-151-48  | weitere Bilder                               |
| Kunst-Fischer-Gasse 11 (Standort)                                  | Wohnhaus | Zweigeschossiger Putzbau in Ecklage, mit Satteldach und Kastenerker, 18./19. Jahrhundert, unter Einbezug erhaltener Bestandteile von 1497 (dendro.dat.) | D-3-71-151-50  | weitere Bilder                               |
| Kunst-Fischer-Gasse 17 (Standort)                                  | Stammhaus der Familie Egloffstein, sogenanntes Egloffsteiner Haus                                                          | Dreigeschossiger, giebelständiger Putzbau, Teile des Obergeschosses und nördlicher Giebel Fachwerk, mit Satteldach, Türspion und gekehlten, teils gefasten Gewänden, 1470 (dendro.dat.) unter Einbezug von Teilen des Vorgängerbaus, wohl 1. Hälfte 14. Jahrhundert, errichtet, mit Veränderungen um 1708 und 2. Hälfte 19. Jahrhundert Traufseitig eingelassene spätgotische Wappentafel der Egloffsteiner | D-3-71-151-51  | weitere Bilder                               |
| Lange Gasse 4 (Standort)                                           | Ehemaliges Wohnstallhaus                                                                                                   | Zweigeschossiger, verputzter Massivbau in Ecklage, mit Satteldach und im Erdgeschoss abgerundeter Gebäudeecke, 18. Jahrhundert Hofmauer mit stichbogigem Tor | D-3-71-151-52  | weitere Bilder                               |
| Lange Gasse 8 (Standort)                                           | Wohnhaus | Kleiner, zweigeschossiger und verputzter Massivbau in Ecklage, über trapezförmigem Grundriss und mit Satteldach, 18. Jahrhundert Zugehöriger Teil der Hofmauer mit Tor | D-3-71-151-54  | weitere Bilder                               |
| Lange Gasse 9 ()                                                   | Wohnhaus | zweigeschossiger und traufständiger Putzbau mit Satteldach, im Obergeschoss verputztes Fachwerk, an die Stadtmauer gebaut | D-3-71-151-55  | Wohnhaus                                     |
| Lange Gasse 13 (Standort)                                          | Ehemaliger Stadel | Eingeschossiger, verputzter Massivbau mit Halbwalmdach und Zwerchhaus, im Kern 1819 Zugehörig Salettl, ehemalige Bierhalle, eingeschossiger, verbretterter und hofseitig offener Ständerbau, spätes 19. Jahrhundert Weitverzweigte Kelleranlage, 19. Jahrhundert | D-3-71-151-174 | weitere Bilder                               |
| Lange Gasse 15 ()                                                  | Wohnhaus | zur ehemaligen Stadtbefestigung gehörend, dreigeschossiger Putzbau mit Satteldach, der östliche Teil mit Fachwerk im zweiten Obergeschoss und abgewalmtem Dach, mit Türspion | D-3-71-151-58  | Wohnhaus                                     |
| Lange Gasse 19 (Standort)                                          | Wohnhaus | Im Kern wohl 18. Jahrhundert, mit vorkragendem Obergeschoss und verputztem Fachwerk, im Kern wohl 18. Jahrhundert Im rückwärtigen Teil Stadtmauersubstanz | D-3-71-151-59  | weitere Bilder                               |
| Lange Gasse 47 ()                                                  | Wohnhaus | zweigeschossiger, traufständiger Putzbau mit leicht vorkragendem Dach, im rückwärtigen Teil Stadtmauersubstanz | D-3-71-151-63  | Wohnhaus                                     |
| Luitpoldplatz 2 (Standort)                                         | Bürgerhaus | Dreigeschossiger, traufständiger Massivbau mit Satteldach und gegliederter Sandsteinfassade, wohl um 1825 | D-3-71-151-67  | weitere Bilder                               |
| Luitpoldplatz 5 (Standort)                                         | Wohnhaus | Dreigeschossiger, traufständiger und verputzter Massivbau, mit Satteldach, übergiebeltem Mittelrisalit und klassizistischer Fassadengliederung, 19. Jahrhundert, Erdgeschoss verändert | D-3-71-151-69  | weitere Bilder                               |
| Luitpoldplatz 6, Bergstraße 1 (Standort)                           | Ehemaliges Landrichterhaus, ab 1823 Hofapotheke                                                                            | Dreigeschossiger, traufständiger und verputzter Massivbau mit Satteldach, im Kern mittelalterlich, Wiederaufbau nach Brand von 1822, mit (teilrekonstruierter) klassizistischer Fassadengliederung Rückgebäude, im Kern 17./18. Jahrhundert, Dach erneuert | D-3-71-151-175 | weitere Bilder                               |
| Luitpoldplatz 7 (Standort)                                         | Ehemaliges Regierungsgebäude                                                                                               | Dreigeschossiger, verputzter Massivbau in Ecklage, mit Walmdach und Fassadengliederung, 17. Jahrhundert | D-3-71-151-70  | weitere Bilder                               |
| Luitpoldplatz 16 (Standort)                                        | Ehemaliges Ackerbürgerhaus                                                                                                 | Zweigeschossiger, verputzter Massivbau mit einseitig abgewalmtem Satteldach, Korbbogentor und Fassadengliederung, klassizistisch, 1. Hälfte 19. Jahrhundert | D-3-71-151-72  | weitere Bilder                               |
| Luitpoldplatz 17 (Standort)                                        | Wohnhaus | Zweigeschossiger, verputzter Massivbau in Ecklage, mit Satteldach und zweigeschossigem Bodenerker, im Kern 16. Jahrhundert, eingelassene Sandsteinwappentafel bezeichnet mit „1583“ | D-3-71-151-73  | weitere Bilder                               |
| Luitpoldplatz 18 (Standort)                                        | Wohnhaus | Dreigeschossiger, giebelständiger und verputzter Massivbau mit Satteldach, Stichbogenlaibungen und Giebeltor, im Kern 16. Jahrhundert | D-3-71-151-74  | weitere Bilder                               |
| Luitpoldplatz 19 (Standort)                                        | Wohnhaus | Dreigeschossiger, giebelständiger und verputzter Massivbau mit rückseitig abgewalmtem Satteldach und Giebeltoren, im Kern 16. Jahrhundert | D-3-71-151-75  | weitere Bilder                               |
| Luitpoldplatz 20 (Standort)                                        | Wohnhaus | 19. Jahrhundert, mit Treppengiebel | D-3-71-151-76  | weitere Bilder                               |
| Luitpoldplatz 21 (Standort)                                        | Katholische Pfarrkirche Mariä Himmelfahrt                                                                                  | Chor nach 1355, dreischiffiges Langhaus ab 1412, Anbauten um 1488, Westempore 1526, Turm im unteren Bereich gotisch, Galeriegeschoß 1692–1696, Laterne 1800; mit Ausstattung | D-3-71-151-77  | weitere Bilder                               |
| Luitpoldplatz 22 (Standort)                                        | Bürgerhaus, sogenanntes Jakobshaus                                                                                         | Dreigeschossiger, verputzter Massivbau mit Satteldach und Vorschussgiebel, im Kern wohl 14. Jahrhundert, nördlicher Anbau aus der Zeit der Renaissance, Umbau mit horizontal betonter Fassadendekoration bezeichnet mit „1898“, Dachterrasse im nordwestlichen Teil frühes 20. Jahrhundert | D-3-71-151-78  | weitere Bilder                               |
| Luitpoldplatz 23 (Standort)                                        | Ehemaliges Gasthaus zur Goldenen Krone                                                                                     | Dreigeschossiger, verputzter Massivbau in Ecklage, mit Satteldach und Giebeltoren, im Kern wohl 14. Jahrhundert, traufseitig drei eingelassene Wappentafeln des 14. Jahrhunderts Schmiedeeiserner Ausleger, frühes 20. Jahrhundert | D-3-71-151-181 | weitere Bilder                               |
| Luitpoldplatz 24 (Standort)                                        | Ehemaliges Gasthaus Zum roten Krebs, sogenanntes Grünthaler-Haus                                                           | Dreigeschossiger, verputzter Massivbau mit Walmdach, Rundbogenportal und Fassadengliederung, im Kern 14. Jahrhundert, Umbau 18. Jahrhundert | D-3-71-151-79  | weitere Bilder                               |
| Luitpoldplatz 25 (Standort)                                        | Rathaus | Zweigeschossiger Sandsteinquaderbau mit Satteldach, durchbrochenem Stufengiebel mit Fialenbekrönung, Polygonerker, Rosette, Maßwerkfenstern und -fries, südöstlich Querflügel, sogenannter Ratsstubenbau, mit Erker, 1456–1464, oberstes Geschoss und Halbwalmdach des Ratsstubenbaus bezeichnet mit „1861“, Umbau 1875, im Kellergeschoss sogenanntes Lochgefängnis des Vorgängerbaus | D-3-71-151-80  | weitere Bilder                               |
| Luitpoldplatz, Hagtor (Standort)                                   | Brunnen, sogenannter Löwenbrunnen                                                                                          | Polygonal geschwungenes Becken und reliefierte Brunnensäule mit Fratzen der vier Temperamente, Granit, bekrönt von Löwe mit fürstlichem Wappen von Johann Michael Bärmann, Sandstein, 1755 | D-3-71-151-81  | weitere Bilder                               |
| Neumarkter Straße 1, 1 a (Standort)                                | Sogenanntes Bochbeck-Anwesen, dann Gasthof                                                                                 | Zweigeschossiger, verputzter Massivbau mit Walm- bzw. Halbwalmdach, südlich angeschlossen dreigeschossiger Halbwalmdachbau, 19. Jahrhundert, im Kern älter Zugehörige Einfassung der sogenannten Bochbeck-Quelle und Anfang des ursprünglich offenen Wasserkanals in der Unteren Bachgasse, Hausteinanlage, 18. Jahrhundert | D-3-71-151-84  | weitere Bilder                               |
| Neustadt 2 (Standort)                                              | Wohnhaus | Zweigeschossiger, verputzter Massivbau in Ecklage, mit Satteldach und Giebeltor, bezeichnet mit „1504“ | D-3-71-151-85  | weitere Bilder                               |
| Neustadt 3, Pfarrgasse 16 (Standort)                               | Evangelisch-Lutherische Christuskirche                                                                                     | Saalkirche, verputzter Massivbau mit Satteldach, Rundbogenfenstern, zwei abgeschleppten Anbauten und Ostturm mit flacher Haube; mit Ausstattung Mesnerhausanbau, zweigeschossiger, traufständiger und verputzter Massivbau mit Satteldach; von Gustav Gsaenger, 1957/58 | D-3-71-151-176 | weitere Bilder                               |
| Neustadt 6 (Standort)                                              | Bürgerhaus, sogenanntes Sperl’sches oder Waldmann-Haus                                                                     | Zweigeschossiger, verputzter Massivbau mit einseitig halb abgewalmtem Satteldach sowie Fassadengliederung mit geohrten Faschen und Portal mit Sprenggiebel, im Kern 14. Jahrhundert, Umbauten wohl 17. Jahrhundert und um 1780 Zwei Nebengebäude, eingeschossige, verputzte Massivbauten mit Satteldächern und Malereiresten, im Kern wohl 18. Jahrhundert, Überformung frühes 19. Jahrhundert Drei Schwibbögen Zugehörige Hofmauer | D-3-71-151-86  | weitere Bilder                               |
| Neustadt 7 (Standort)                                              | Bürgerhaus | Zweigeschossiger, verputzter Massivbau in Ecklage, mit Satteldach und teils mit Stichbogenlaibungen, über Keller des 14. Jahrhunderts, im Kern wohl 16./17. Jahrhundert, Umbauten im 18. und 19. Jahrhundert | D-3-71-151-87  | weitere Bilder                               |
| Neustadt 9 (Standort)                                              | Wohnhaus | Zweigeschossiger, giebelständiger und verputzter Massivbau mit Satteldach und verblendeten Giebelfußpunkten, wohl 2. Hälfte 19. Jahrhundert | D-3-71-151-88  | weitere Bilder                               |
| Neustadt 10 (Standort)                                             | Ehemalige Neue Fronveste, dann Gasthaus                                                                                    | Zweigeschossiger, verputzter Massivbau mit flachem Walmdach und klassizistischer Fassadengestaltung mit Rustika-Elementen, um 1835 Rustizierte Pfeiler, die Hofeinfahrt flankierend | D-3-71-151-89  | weitere Bilder                               |
| Neustadt 14 (Standort)                                             | Ehemaliges Ackerbürgerhaus, Adelssitz und Schmiede                                                                         | Zweigeschossiger, traufständiger und verputzter Bruchsteinbau mit Satteldach und Stichbogenportal mit Türspion, im Kern 1360–1390, Umbau 1406 (dendro.dat.), 1594 (bezeichnet)-1600 Errichtung des hofseitigen Treppenturmes und der Altane, Fassadenfassung um 1700 | D-3-71-151-90  | weitere Bilder                               |
| Neustadt 16 (Standort)                                             | Ehemaliges Ackerbürgeranwesen                                                                                              | Zweigeschossiger, verputzter Massivbau mit einseitig abgewalmtem Satteldach, Rundbogentor und gekehlten Gewänden sowie mit zwei rückseitigen, zweigeschossigen Anbauten mit Satteldächern und Altane, im Kern 2. Hälfte 14. Jahrhundert, südwestliche Halle 1367 (dendro.dat.), Umbauten 16. Jahrhundert Rückwärtige Hofmauer | D-3-71-151-91  | weitere Bilder                               |
| Neustadt 18 (Standort)                                             | Ehemaliges Bürger- und Männerbundhaus                                                                                      | Dreigeschossiger, verputzter Massivbau, im Kern 1358/59 (dendro.dat.), Umbau und Sprenggiebel-Portal um 1670, weitere Umgestaltung und Aufstockung mit einseitig abgewalmtem Satteldach und differenziertem Fassadenstuck 1785 | D-3-71-151-92  | weitere Bilder                               |
| Neustadt 20 (Standort)                                             | Ehemalige Evangelisch-Lutherische Töchterschule                                                                            | Zweigeschossiger, traufständiger und verputzter Massivbau mit Krüppelwalmdach, Zwerchgiebel und historisierender Fassadengestaltung, bezeichnet mit „1906“, um Kern älter Angrenzender Torbogen | D-3-71-151-93  | weitere Bilder                               |
| Neustadt 21 (Standort)                                             | Ehemaliges Ackerbürgerhaus                                                                                                 | Zweigeschossiger, traufständiger und verputzter Massivbau mit Satteldach und Putzgliederung mit geohrten Faschen, im Kern wohl mittelalterlich, Umbau 19. Jahrhundert | D-3-71-151-94  | weitere Bilder                               |
| Neustadt 23 (Standort)                                             | Ehemaliges Ackerbürgerhaus                                                                                                 | Zweigeschossiger, traufständiger und verputzter Massivbau mit Satteldach, Rundbogenportal und gekehlten Gewänden, im Kern wohl 2. Hälfte 14. Jahrhundert, Umbau wohl 16. Jahrhundert | D-3-71-151-95  | weitere Bilder                               |
| Neustadt 25 (Standort)                                             | Ehemaliges Ackerbürgerhaus                                                                                                 | Zweigeschossiger, verputzter Massivbau in Ecklage, mit Satteldach und Giebeltoren, im Kern wohl mittelalterlich | D-3-71-151-96  | weitere Bilder                               |
| Neutorgasse 14 (Standort)                                          | Wohnhaus | Zweigeschossiger, zweiflügeliger und verputzter Massivbau in Ecklage, mit Satteldach und Eckrisalit, 18./19. Jahrhundert | D-3-71-151-97  | weitere Bilder                               |
| Neutorgasse 18 (Standort)                                          | Wohnhaus | Zweigeschossiger, giebelständiger Satteldachbau mit verputztem Fachwerk im Ober- und Dachgeschoss, Stichbogenöffnungen und einfacher Fassadengliederung, wohl 18. Jahrhundert mit älterem Kern | D-3-71-151-98  | weitere Bilder                               |
| Neutorgasse (Standort)                                             | Brunnenfigur des sogenannten Delphinbrunnens                                                                               | Mit vier wasserspeienden Delphinen, Stein, 1755; transloziert, vor Neutorgasse 32a (ehemalige Metzgerei und Gasthaus Hans Spies) | D-3-71-151-150 | Brunnenfigur des sogenannten Delphinbrunnens |
| Nürnberger Straße 5 (Standort)                                     | Gasthaus, sogenannter Kreuzerwirt                                                                                          | Zweigeschossiger, verputzter Massivbau mit Walmdach und einfacher Putzgliederung, im Kern wohl 18. Jahrhundert | D-3-71-151-100 | Gasthaus, sogenannter Kreuzerwirt            |
| Nürnberger Straße 7 (Standort)                                     | Ehemalige Spitalkirche St. Elisabeth                                                                                       | 1804 profaniert, verputzter Massivbau mit Satteldach, Natursteingliederung, leicht eingezogenem Chor mit Fünfachtelschluss, Maßwerkfenstern, Strebepfeilern und Kaffgesims, um 1366 | D-3-71-151-101 | Ehemalige Spitalkirche St. Elisabeth         |
| Pfarrgasse, Pfarrplatz ()                                          | Bildstock | Steinpfeiler mit Laterne und Inschriftentafel, bezeichnet mit „1807“ | D-3-71-151-301 |                                              |
| Pfarrgasse, Pfarrplatz ()                                          | Kruzifix | durchbrochenes Kreuz und vergoldeter Corpus Christi, Gusseisen, auf steinernem Sockel, bezeichnet mit „1887“ | D-3-71-151-300 |                                              |
| Pfarrgasse 1 (Standort)                                            | Ehemalige Katholische Mädchenschule                                                                                        | Dreigeschossiger Sichtziegelbau mit Satteldach, Zwerchhaus, Stichbogenlaibungen, einfacher Fassadengliederung und Nischenfigur, bezeichnet mit „1896“ | D-3-71-151-103 | weitere Bilder                               |
| Pfarrgasse 5 (Standort)                                            | Evangelisch-lutherisches Pfarrhaus und Dekanatsgebäude                                                                     | Zweigeschossiger, verputzter Massivbau mit einseitig abgewalmtem Satteldach, im Kern 1405/06 (dendro.dat.), östliche Erweiterung 1831, im westlichen Teil erhaltene Teilstücke der ältesten Bebauung um 1300 sowie erhaltenes Teilstück der ältesten Stadtmauer in der nördlichen Außenwand; mit Ausstattung Einfriedungsmauer | D-3-71-151-112 | weitere Bilder                               |
| Pfarrgasse 8 (Standort)                                            | Wohnhaus | Zweigeschossiger, giebelständiger und verputzter Massivbau mit Satteldach, 18. Jahrhundert | D-3-71-151-104 | weitere Bilder                               |
| Pfarrgasse 10 (Standort)                                           | Wohnhaus | Zweigeschossiger, giebelständiger und verputzter Massivbau mit Satteldach, 18. Jahrhundert | D-3-71-151-105 | BW                                           |
| Pfarrgasse 11 (Standort)                                           | Ehemaliger Wohnstallbau | Zweigeschossiger, traufständiger und verputzter Massivbau mit Satteldach, 1. Hälfte 19. Jahrhundert, im rückwärtigen Teil Stadtmauersubstanz | D-3-71-151-106 | weitere Bilder                               |
| Pfarrgasse 13 (Standort)                                           | Wohnhaus | Zweigeschossiger, traufständiger und verputzter Massivbau mit Satteldach, 18. Jahrhundert, im rückwärtigen Teil Stadtmauersubstanz | D-3-71-151-107 | weitere Bilder                               |
| Pfarrgasse 15 (Standort)                                           | Wohnhaus | Zweigeschossiger, traufständiger und verputzter Massivbau mit Satteldach, 18. Jahrhundert, im rückwärtigen Teil Stadtmauersubstanz | D-3-71-151-109 | BW                                           |
| Pfarrplatz 2, 3, 5 (Standort)                                      | Ehemalige Lateinschule und Gymnasium                                                                                       | Zweigeschossiger, traufständiger und verputzter Massivbau über abgewinkeltem Grundriss, erhaltene Teilstücke der Bebauung 13. Jahrhundert, Inschriftentafel im nördlichen Trakt bezeichnet mit „1568“, Umbau und Errichtung des südlichen Anbaus als Gymnasium illustre als dreigeschossiger Giebelbau mit gefasten Sandsteingewänden und Giebeltoren, 1616, Erneuerung des Dachstuhls und Erhöhung der Traufe im nördlichen Teil, 1774 Hoftor mit Rundbogen aus Quadermauerwerk | D-3-71-151-111 | weitere Bilder                               |
| Rathausgasse 1 (Standort)                                          | Wohnhaus | Zweigeschossiger, verputzter Massivbau in Ecklage, mit Satteldach, teils gekehlten Laibungen, zwei Zwerchhäusern und giebelbekröntem Mittelrisalit, im Kern 1559/60 (dendro.dat.), mit neugotischer Fassadengestaltung Rückgebäude, verputzter Massivbau mit Satteldach, gleichzeitig, im rückwärtigen Teil Mauersubstanz der ältesten Stadtmauer Angrenzender Schwibbogen | D-3-71-151-113 | weitere Bilder                               |
| Rathausgasse 2 (Standort)                                          | Ehemaliges Amts- und Landgericht                                                                                           | Dreigeschossiger, verputzter Massivbau mit Mansardwalmdach, im Kern um 1340, Umbauten 1425, 1537/38 und 1697, Dachstuhl des nördlichen Anbaus 1826 (jew. dendro.dat.), im rückwärtigen Teil Mauersubstanz der ältesten Stadtmauer | D-3-71-151-114 | weitere Bilder                               |
| Rathausgasse 3 (Standort)                                          | Ehemalige Amtsknechtswohnung                                                                                               | Kleiner, giebelständiger und verputzter Massivbau mit Schleppdach, wohl 17./18. Jahrhundert | D-3-71-151-115 | weitere Bilder                               |
| Rathausgasse 4 (Standort)                                          | Ehemalige Alte Fronveste                                                                                                   | Zweigeschossiger, verputzter Massivbau mit Satteldach und Steinportal mit Oberlicht, im Kern mittelalterlich, eingebaute Teile des Schuldturms, sogenannter Danzerturm, mit Gefängniszellen im Erd- und ersten Obergeschoss, im rückwärtigen Teil Mauersubstanz der ältesten Stadtmauer; mit Ausstattung Ehemalige Stallung, im Kern 16./17. Jahrhundert, Dachstuhl um 1800 | D-3-71-151-116 | weitere Bilder                               |
| Rosenberger Straße 7 (Standort)                                    | Bürgerhaus | Dreigeschossiger, giebelständiger und verputzter Massivbau mit Flachsatteldach, 16. Jahrhundert Zugehöriges Hoftor | D-3-71-151-117 | weitere Bilder                               |
| Rosenberger Straße 9 (Standort)                                    | Ehemaliges Amtsgericht | Dreigeschossiger, verputzter Massivbau über hakenförmigem Grundriss, mit Satteldach, Sandsteingliederung und -portal, Volutengiebeln und dreiseitigem Erker, Neurenaissance, um 1905 | D-3-71-151-118 | weitere Bilder                               |
| Rosenberger Straße 10 (Standort)                                   | Bürgerhaus, Geschäftshaus und ehemalige Bäckerei                                                                           | Zweigeschossiger, verputzter Massivbau in Ecklage, mit Walmdach und Aufzugsgaube, im Kern 17./18. Jahrhundert, südwestlich angeschlossener Trakt nach 1835 | D-3-71-151-119 | weitere Bilder                               |
| Rosenberger Straße 12 (Standort)                                   | Wohnhaus | Dreigeschossiger, verputzter Massivbau mit Halbwalmdach und gekehlten Laibungen, 17./18. Jahrhundert | D-3-71-151-120 | weitere Bilder                               |
| Rosenberger Straße 14 (Standort)                                   | Brau-/Gasthof und Hotel | Zweigeschossiger, giebelständiger und verputzter Massivbau mit Satteldach und Giebeltoren, 17. Jahrhundert | D-3-71-151-121 | weitere Bilder                               |
| Rosenberger Straße 15 (Standort)                                   | Wohn- und Geschäftshaus | Dreigeschossiger, verputzter Massivbau in Ecklage, mit Satteldach und über Eck gestelltem Kastenerker mit reliefierten Brüstungsfeldern, im Kern 2. Hälfte 16. Jahrhundert | D-3-71-151-122 | weitere Bilder                               |
| Rosenberger Straße 16 (Standort)                                   | Wohn- und Geschäftshaus | Dreigeschossiger, giebelständiger und verputzter Massivbau mit Satteldach, im Kern 17./18. Jahrhundert | D-3-71-151-123 | weitere Bilder                               |
| Rosenberger Straße 18 (Standort)                                   | Wohn- und Geschäftshaus | Zweigeschossiger, giebelständiger und verputzter Massivbau mit Satteldach und einfacher Fassadengliederung, im Kern wohl 17. Jahrhundert | D-3-71-151-124 | weitere Bilder                               |
| Rosenberger Straße 19 (Standort)                                   | Wohn- und Geschäftshaus | Zweigeschossiger, giebelständiger und verputzter Massivbau mit Satteldach, zweigeschossigem Bodenerker und einfacher Fassadengliederung, im Kern wohl 17. Jahrhundert | D-3-71-151-125 | weitere Bilder                               |
| Rosenberger Straße 24 (Standort)                                   | Wohnhaus | Zweigeschossiger, giebelständiger und verputzter Massivbau mit Satteldach, 17./18. Jahrhundert, Gestaltung der Faschen Ende 19. Jahrhundert | D-3-71-151-126 | weitere Bilder                               |
| Rosenberger Straße 26 (Standort)                                   | Wohn- und Geschäftshaus | Dreigeschossiger, giebelständiger Massivbau mit Satteldach und klassizistischer Fassadengliederung, 17./18. Jahrhundert | D-3-71-151-127 | weitere Bilder                               |
| Rosenberger Straße 36 (Standort)                                   | Villa | Zweigeschossiger, zweifarbiger Sichtziegelbau mit Walmdach, Zwerchhaus, Altane und Eckturm mit konkav einschwingendem Zeltdach, Ende 19. Jahrhundert | D-3-71-151-130 | weitere Bilder                               |
| Rosenberger Straße 42, 44, Weiherstraße 1 (Standort)               | Ehemals zum Hofgarten gehöriges Gebäude                                                                                    | Zweigeschossiger, verputzter Massivbau mit Walmdach und rückseitigem abgewalmtem Anbau, wohl 18. Jahrhundert Zwei ornamentierte Steinpfeiler, Mitte 18. Jahrhundert, um 1900 um Geländer ergänzt; einer der Pfeiler als Fragment in das Gebäude Weiherstraße 1 einbezogen | D-3-71-151-134 | weitere Bilder                               |
| Schießstätte 7 (Standort)                                          | Ehemaliges Städtisches Schießhaus                                                                                          | Zweigeschossiger, verputzter Massivbau mit Walmdach, im Kern 16. Jahrhundert | D-3-71-151-135 | Ehemaliges Städtisches Schießhaus            |
| Sparkassen-Platz ()                                                | Brunnen | mit reich ornamentierter Brunnensäule und rundem Becken, Gusseisen, 1878; transloziert, ursprünglich vor Luitpoldplatz 22, dann im Stadtpark aufgestellt | D-3-71-151-299 |                                              |
| Spitalgasse 8 (Standort)                                           | Ehemaliges Ackerbürgerhaus                                                                                                 | Zweigeschossiger, traufständiger und verputzter Massivbau mit Satteldach und Korbbogentor an der ehemaligen Tenne, wohl 19. Jahrhundert | D-3-71-151-141 | weitere Bilder                               |
| Spitalgasse 10 (Standort)                                          | Ehemaliges Ackerbürgerhaus                                                                                                 | Zweigeschossiger, traufständiger und verputzter Massivbau mit Satteldach und einfacher Fassadengliederung, 19. Jahrhundert | D-3-71-151-143 | weitere Bilder                               |
| Spitalgasse 11 ()                                                  | Wohnhaus | zweigeschossiger, verputzter Massivbau in Ecklage und über fünfeckigem Grundriss, mit Satteldach, im Erdgeschoss abgerundeter Gebäudeecke, gekehlten Gewänden und Gurtgesims, im Kern 17./18. Jahrhundert | D-3-71-151-144 | Wohnhaus                                     |
| Spitalgasse 14 (Standort)                                          | Wohnhaus | Zweigeschossiger, giebelständiger Putzbau mit Satteldach, 18./19. Jahrhundert, mit Nischenfigur der Immaculata | D-3-71-151-145 | weitere Bilder                               |
| Spitalgasse 19, 21 (Standort)                                      | Ehemaliges Kapuzinerhospiz, dann Spital                                                                                    | Hospizgebäude, zweigeschossiger, verputzter Massivbau mit Satteldach und geohrten Faschen, 1733–1738 | D-3-71-151-146 | weitere Bilder                               |
| Spitalgasse 19, 21 (Standort)                                      | Ehemaliges Kapuzinerhospiz, dann Spital                                                                                    | Katholische Spitalkirche St. Elisabeth, zuvor Kirche des Hospizes, Saalkirche, verputzter Massivbau mit einseitig abgewalmtem Satteldach, Dachreiter mit Laternen-Zwiebelhaube, geohrten Faschen, Volutenzwerchgiebel und Wappen, 1738 verlängert; mit Ausstattung | D-3-71-151-146 | weitere Bilder                               |
| Spitalgasse 19, 21 (Standort)                                      | Ehemaliges Kapuzinerhospiz, dann Spital                                                                                    | Torbogen mit Pfeilgittertor | D-3-71-151-146 | weitere Bilder                               |
| Spitalgasse 21 (vor der Spitalkirche) (Standort)                   | Brunnen | Mit ornamentierter Brunnensäule und kleinem Becken, Gusseisen; Bestandteil der Wasserversorgungsanlage von 1878 | D-3-71-151-147 | Brunnen                                      |
| Spitalgasse 23, 23 a (Standort)                                    | Ehemaliges Ackerbürgerhaus                                                                                                 | Früher teilweise zum Spital gehörig, zweigeschossiger, verputzter Massivbau mit Walmdach und Rundbogentor, 18./19. Jahrhundert | D-3-71-151-149 | weitere Bilder                               |
| Synagogenstraße 9 (Standort)                                       | Ehemalige Synagoge | Walmdachbau mit Mittelrisalit von 1826, 1934 verkauft und profaniert, ab 1936 Museum, 1954 Umnutzung zum Lager und Wohnhaus, 2012 als Versammlungs- und Erinnerungsort wieder hergestellt | D-3-71-151-82  | weitere Bilder                               |
| Synagogenstraße 10 (Standort)                                      | Ehemalige Judenschule | Zweigeschossiger, verputzter Massivbau über Sockelgeschoss, mit Walmdach | D-3-71-151-83  | weitere Bilder                               |
| Untere Bachgasse 8 (Standort)                                      | Ehemaliges Malzhaus, zuvor wohl Gerberhaus                                                                                 | Zweigeschossiger Massivbau mit Halbwalmdach, von Steinpfeilern flankiertem Rundbogentor, gekehlten, teils korbbogigen Gewänden, Schleppgauben und gestupftem Putz, im Kern 16./17. Jahrhundert, bezeichnet mit „1764“ | D-3-71-151-152 | weitere Bilder                               |
| Untere Bachgasse 16 (Standort)                                     | Wohnhaus, ehemals zur Stadtmühle gehörig                                                                                   | Ehemalige Stadtmühle, ehemaliges Mühlengebäude, zweigeschossiger, verputzter Massivbau in Ecklage, mit Satteldach über hakenförmigem Grundriss, im Kern 16. Jahrhundert, mit Satteldach, rundbogiger Tür und teils gekehlten Gewänden, 18./19. Jahrhundert Ehemaliges Nebengebäude der Stadtmühle, dreigeschossiger, verputzter Massivbau mit Steildach, wohl 2. Hälfte des 19. Jahrhunderts, im östlichen Teil ehemaliger Befestigungsturm des 15./16. Jahrhundert einbezogen | D-3-71-151-24  | Wohnhaus, ehemals zur Stadtmühle gehörig     |
| Weiherstraße 1 (Standort)                                          | Ehemaliges Brau- und Malzhaus                                                                                              | Zweigeschossiger, verputzter Massivbau mit Krüppelwalmdach und Aufzugsgaube, 19. Jahrhundert | D-3-71-151-154 | Ehemaliges Brau- und Malzhaus                |
| Weiherstraße 9, 11 (Standort)                                      | Ehemaliges städtisches Elektrizitätswerk                                                                                   | Dreigeschossiger Sichtziegelbau mit Satteldach, Stichbogenöffnungen und Fassadengliederung, 1898–1900 Nebengebäude, teils verputzter Ziegelbau mit Vorschussgiebeln, Rundbogenfenstern und Fassadengliederung, wohl gleichzeitig | D-3-71-151-156 | Ehemaliges städtisches Elektrizitätswerk     |
| Weiherstraße 13 (Standort)                                         | Ehemaliges städtisches Wasserwerk                                                                                          | Zweigeschossiger Sichtziegelbau mit Satteldach, Stichbogenfenstern und Fassadengliederung, bezeichnet mit „1878“, abgeschleppter Treppenhausanbau 1910 | D-3-71-151-157 | Ehemaliges städtisches Wasserwerk            |
| Zum Förderturm ()                                                  | Förderturm und verfüllter Schacht St.-Anna des ehemaligen Eisenwerks „Gesellschaft Maximilianshütte AG Sulzbach-Rosenberg“ | Stahlfachwerkturm mit Schrägpylon von Siemag-Maschinen und Stahlbau GmbH Nepthen, 1957/58, Förderschacht von Polensky & Zöllner, 1956/57; Reststrecke der Zubringerbahngleise | D-3-71-151-312 |                                              |

### Stadtteil Rosenberg
| Lage                                                              | Objekt                                                                | Beschreibung | Akten-Nr.      | Bild                                                                  |
| ----------------------------------------------------------------- | --------------------------------------------------------------------- | --- | -------------- | --------------------------------------------------------------------- |
| Hammerphilippsburg 1 a (Standort)                                 | Ehemaliges Hammerhaus, dann Kunstmühle                                | Zweigeschossiger, verputzter Massivbau mit Satteldach, nordöstlichem Anbau und teils mit Stichbogenfenstern, im Kern wohl 16. Jahrhundert, traufseitig eingelassener Wappenstein bezeichnet mit „1578“ | D-3-71-151-35  | weitere Bilder                                                        |
| Hauptstraße 13 (Standort)                                         | Ehemaliges Wohnhaus des Rosenberger Hofmarkherren Johann Georg Korb   | Verputzter Massivbau mit Satteldach, bezeichnet mit „1738“ | D-3-71-151-36  | Ehemaliges Wohnhaus des Rosenberger Hofmarkherren Johann Georg Korb   |
| Hennebergstraße 15 (Standort)                                     | Rundturm                                                              | Massiv, wohl mittelalterlich; in Wohnhaus integriert | D-3-71-151-37  | Rundturm                                                              |
| Kirchplatz 3 (Standort)                                           | Katholische Pfarrkirche Herz-Jesu                                     | Basilika, verputzter Massivbau mit Satteldach, eingezogenem Chor mit Fünfachtelschluss, Querhaus, Spitzhelmturm, offener, säulengestützter Vorhalle und Maßwerkfenstern, neugotisch, von Friedrich Niedermayer, 1898/99; mit Ausstattung | D-3-71-151-39  | weitere Bilder                                                        |
| Kirchweg 5 (Standort)                                             | Evangelisch-lutherische Pfarrkirche St. Johannes Baptist              | Verputzter Massivbau mit Satteldach, Turm mit Spitzhelm und Eckquaderung sowie eingezogenem, fünfseitig geschlossenem Chor mit Strebepfeilern und Maßwerkfenstern, im Kern gotisch, Langhaus um 1700 nach Westen verlängert, weitere Erweiterung 1909/10; mit Ausstattung | D-3-71-151-40  | weitere Bilder                                                        |
| Lohestraße 20 (Standort)                                          | Ehemaliges Gutshaus                                                   | Zweigeschossiger, verputzter Massivbau mit Walmdach, im Kern wohl 17. Jahrhundert | D-3-71-151-64  | Ehemaliges Gutshaus                                                   |
| Lohestraße 22 (Standort)                                          | Ehemaliger Edelmannsitz, Teilgebäude des sogenannten Schlösschens     | Zweigeschossiger, verputzter Massivbau mit Satteldach, 17./18. Jahrhundert | D-3-71-151-65  | Ehemaliger Edelmannsitz, Teilgebäude des sogenannten Schlösschens     |
| Lohestraße 22 a (Standort)                                        | Ehemaliger Edelmannsitz, Teilgebäude des sogenannten Schlösschens     | Zweigeschossiger, verputzter Massivbau mit Satteldach, 17./18. Jahrhundert | D-3-71-151-65  | Ehemaliger Edelmannsitz, Teilgebäude des sogenannten Schlösschens     |
| Pulvermühle 3 ()                                                  | Wohn- und Wirtschaftsgebäude einer ehemaligen Pulvermühle             | breit gelagerter zweigeschossiger Walmdachbau, um 1736 (dendrochronologisch datiert), im 19. Jahrhundert teilweise umgebaut | D-3-71-151-314 |                                                                       |
| Schloßberg (Standort)                                             | Kriegerdenkmal für die Gefallenen des Ersten Weltkriegs               | Gestuftes, turmartiges Bauwerk aus bossiertem Dolomitmauerwerk und mit gusseiserner Opferschale, über Resten des Bergfrieds der sogenannten Rosenburg in streng-reduzierten Formen des Heimatstils errichtet, von Philipp Kittler und Hans Heckmann, 1925–1929 | D-3-71-151-172 | weitere Bilder                                                        |
| Schloßbergweg 10 (Standort)                                       | Ehemaliges Schlösschen Franziskaruhe, später Werkskasino der Maxhütte | Dreiflügelanlage, Mittelbau, zweigeschossiger, verputzter Massivbau mit Walmdach, Eckpavillons, geohrten Faschen und Altane, östlich angeschlossen zwei eingeschossige Seitenflügel mit Walmdächern, durch die Pfalzgräfin Franziska Dorothea von Georg Heinrich Dobmeyer 1785–1788 erbaut, 1964 umgestaltet Gartenanlage; Gartenpavillon, an zwei Seiten über Pfeiler geöffneter Mansardwalmdachbau, um 1920 | D-3-71-151-138 | Ehemaliges Schlösschen Franziskaruhe, später Werkskasino der Maxhütte |
| Spitzermühlweg 2 (Standort)                                       | Ehemalige Mühle, sogenannte Spitzermühle                              | Verputzter Bruchsteinbau mit Satteldach, bezeichnet mit „1786“, im Kern älter | D-3-71-151-31  | Ehemalige Mühle, sogenannte Spitzermühle                              |
| Maximilianshütte; Erzhausstraße 1; Bahnweg; Poststraße (Standort) | Integriertes Hüttenwerk                                               | Gegründet 1863 inmitten der Erzgruben als Hüttenwerk im Zusammenhang mit der Expansion des bayerischen Eisenbahnwesens, Erweiterung 1889 durch Thomas-Stahlwerk und 1891/92 durch Walzwerk Hüttenwerk: Hochofen, 1957 (Doppelglockenverschluss 1990), Gichtbühne und -aufzug, zwei Gießhallen, um 1907 und 1956, Erzkanal, um 1906, Cowperanlage, 1906, 1952–1970, Turbogebläsehalle, bezeichnet mit „1863“ Stahlwerk, Stahlskelettbau, 1953, 1969–1974 und 1983, mit zugehörigen Nebenanlagen wie Entstaubungsanlage, Kalk- und Kohlesilos und Schrottumschlaganlage Walzwerk, Stahlskelettbau mit Schlackesteinfüllungen, 1891/92, erweitert 1906/07 Hauptwerkstatt, Holz-ständerbau mit Gusseisenstützen, mit Schmiede, 1891/92 Kraftwerk, Stahlskelettbau, 1949/50 Zwei Kühltürme (Quer-Gegenstromkühler), Stahlskelettbau, 1949/50, und Holz-ständerbau, um 1930/40 Ehemalige Gasgebläsemaschinenhalle (heute Pfannenwirtschaft), Backsteinbau mit Rundbogenfenstern und Lisenengliederung, 1907–11 Druckfilteranlage für Wasserreinigung, 1953 Steinschuppen, mit sogenanntem räumlichen Dachtragwerk, 1952 Kläranlage mit Pumpenhaus, Schleusen und Klärbecken, 1952; sämtlich mit Ausstattung | D-3-71-151-173 | weitere Bilder                                                        |
| Maximilianshütte, Hauptstraße 51 (Standort)                       | Verwaltungsgebäude der Maximilianshütte                               | Verwaltungsgebäude, Dreiflügelbau mit Fensterbändern und Rundbogenportal, 1938, unter Verwendung eines Flügels von 1892 | D-3-71-151-173 | Verwaltungsgebäude der Maximilianshütte                               |

### Etzmannshof
| Lage                         | Objekt             | Beschreibung                                                                            | Akten-Nr.      | Bild           |
| ---------------------------- | ------------------ | --------------------------------------------------------------------------------------- | -------------- | -------------- |
| Erzhülle; Ödleite (Standort) | Jüdischer Friedhof | Mit zahlreichen Grabsteinen, Einweihung des älteren Teiles 1668, letzte Bestattung 1936 | D-3-71-151-158 | weitere Bilder |

### Lindhof
| Lage                 | Objekt                    | Beschreibung                                                                                                  | Akten-Nr.      | Bild                      |
| -------------------- | ------------------------- | --- | -------------- | ------------------------- |
| Lindhof 1 (Standort) | Wohnhaus eines Bauernhofs | Zweigeschossiger Putzbau mit Steildach, Stichbogenportal und teils gekehlten Laibungen, bezeichnet mit „1714“ | D-3-71-151-161 | Wohnhaus eines Bauernhofs |
| Lindhof 1 (Standort) | Granitbrunnen             | Granitbrunnen, wohl bezeichnet mit „1776“                                                                     | D-3-71-151-161 | Granitbrunnen             |

### Niederricht
| Lage                                                    | Objekt                   | Beschreibung | Akten-Nr.      | Bild |
| ------------------------------------------------------- | ------------------------ | --- | -------------- | ---- |
| Niederricht 6 (Standort)                                | Bauernhaus, Wohnstallbau | Zweigeschossiger Putzbau mit Steildach, gekehlten, teils stichbogigen Laibungen sowie vier Inschriftentafeln, bezeichnet mit „1885“ | D-3-71-151-162 | BW   |
| Bahnlinie Nürnberg - Irrenlohe (nahe Bahn-km 50,871) () | Bahnbrücke               | einbogige Eisenbahnüberführung, Sichtmauerwerk aus Natursteinquadern mit hohem Rundbogen, 1857                                      | D-3-71-151-315 |      |

### Obersdorf
| Lage                    | Objekt                    | Beschreibung                                                                                                  | Akten-Nr.      | Bild                      |
| ----------------------- | ------------------------- | --- | -------------- | ------------------------- |
| Dorfstraße 5 (Standort) | Katholische Marienkapelle | Verputzter, gerade geschlossener Massivbau mit Satteldach, im Kern 2. Hälfte 19. Jahrhundert; mit Ausstattung | D-3-71-151-163 | Katholische Marienkapelle |

### Prohof
| Lage                          | Objekt                   | Beschreibung | Akten-Nr.      | Bild |
| ----------------------------- | ------------------------ | --- | -------------- | ---- |
| Prohof 2 und 2 1/2 (Standort) | Bauernhaus, Wohnstallbau | Zweigeschossiger, verputzter Massivbau mit Zwerchhaus und teils mit gekehlten Stichbogenlaibungen, 18. Jahrhundert, spätere Anbauten Backofen, Mitte 19. Jahrhundert | D-3-71-151-164 | BW   |

### See
| Lage             | Objekt                              | Beschreibung | Akten-Nr.      | Bild |
| ---------------- | ----------------------------------- | --- | -------------- | ---- |
| See 1 (Standort) | Hofanlage, ehemaliges Wohnstallhaus | Eingeschossiger, verputzter Massivbau mit Satteldach, am Türsturz bezeichnet mit „1819“ Stadel, Bruchsteinbau mit Satteldach, Anfang 19. Jahrhundert, später aufgestockt | D-3-71-151-165 | BW   |

### Siebeneichen
| Lage                      | Objekt                              | Beschreibung | Akten-Nr.      | Bild                                |
| ------------------------- | ----------------------------------- | --- | -------------- | ----------------------------------- |
| Siebeneichen 1 (Standort) | Gasthaus und ehemalige Posthalterei | Zweigeschossiger, verputzter Massivbau mit Satteldach, einfacher Putzgliederung sowie Tor- und Ecktürmchen mit Kegeldach, bezeichnet mit „1798“, im Kern wohl älter | D-3-71-151-166 | Gasthaus und ehemalige Posthalterei |
| Siebeneichen 8 (Standort) | Rundbogenportal                     | Stein, romanisch, modern bezeichnet mit „1390“ | D-3-71-151-167 | Rundbogenportal                     |

### Stifterslohe
| Lage                      | Objekt                   | Beschreibung | Akten-Nr.      | Bild |
| ------------------------- | ------------------------ | --- | -------------- | ---- |
| Stifterslohe 1 (Standort) | Bauernhof                | Bauernhaus, zweigeschossiger, verputzter Massivbau mit Satteldach und einfacher Putzgliederung, 17./18. Jahrhundert Stadel, eingeschossiger Massivbau mit Satteldach, Mitte 19. Jahrhundert Korbbogige Toreinfahrt | D-3-71-151-168 | BW   |
| Stifterslohe 3 (Standort) | Bauernhaus, Wohnstallbau | Eingeschossiger, verputzter Massivbau mit Satteldach, bezeichnet mit „1806“ | D-3-71-151-169 | BW   |

### Untermainshof
| Lage                       | Objekt                   | Beschreibung                                                                            | Akten-Nr.      | Bild |
| -------------------------- | ------------------------ | --------------------------------------------------------------------------------------- | -------------- | ---- |
| Untermainshof 1 (Standort) | Bauernhaus, Wohnstallbau | Eingeschossiger Putzbau mit Steildach, an der Nordseite Fachwerkgiebel, 18. Jahrhundert | D-3-71-151-170 | BW   |

## Ehemalige Baudenkmäler
In diesem Abschnitt sind Objekte aufgeführt, die früher einmal in der Denkmalliste eingetragen waren, jetzt aber nicht mehr. Objekte, die in anderem Zusammenhang also z. B. als Teil eines Baudenkmals weiter eingetragen sind, sollen hier nicht aufgeführt werden. Aktennummern in diesem Abschnitt sind ehemalige, jetzt nicht mehr gültige Aktennummern.

| Lage                                      | Objekt                                           | Beschreibung | Akten-Nr.      | Bild           |
| ----------------------------------------- | ------------------------------------------------ | --- | -------------- | -------------- |
| Sulzbach Brauhausgasse 1 (Standort)       | Ehemaliges Gasthaus Zur Sonne                    | Dreigeschossiger, verputzter Massivbau in Ecklage, mit Mezzaningeschoss, Mansardwalmdach, polygonalem Eckerker, Putzgliederung und teils mit Rundbogenfenstern, 1823 Wirtshausausleger, Schmiedeeisen, 2. Hälfte 19. Jahrhundert Hofmauer | D-3-71-151-21  | weitere Bilder |
| Sulzbach Brauhausgasse 15 (Standort)      | Sandsteintafel mit Bauinschrift und Wappenrelief | Um 1580, jetzt an der Gartenmauer der ehemaligen Malzdarre | D-3-71-151-22  | weitere Bilder |
| Sulzbach Klostergasse 5 (Standort)        | Schlussstein                                     | Bezeichnet mit „1823“ | D-3-71-151-43  | Schlussstein   |
| Sulzbach Lange Gasse 29 (Standort)        | Wohnhaus                                         | 2. Hälfte 19. Jahrhundert; an die Stadtmauer angebaut | D-3-71-151-60  | weitere Bilder |
| Sulzbach Pfarrgasse 14 (Standort)         | Wohnhaus                                         | Zweigeschossiger, verputzter Massivbau mit Krüppelwalmdach, 18./1. Hälfte 19. Jahrhundert | D-3-71-151-108 | weitere Bilder |
| Großalbershof Großalbershof 63 (Standort) | Wappenstein der Erlbeck                          | Sandstein, barock; in die Fassade eingelassen | D-3-71-151-159 | BW             |